# Weidenberg
Weidenberg ist ein Markt im oberfränkischen Landkreis Bayreuth und der Sitz der Verwaltungsgemeinschaft Weidenberg, zu der außerdem die Gemeinden Emtmannsberg, Kirchenpingarten und Seybothenreuth gehören.

## Geographie

### Geographische Lage

Stratigraphisches Profil Bamberg – Bayreuth – Weidenberg – Fichtelgebirge

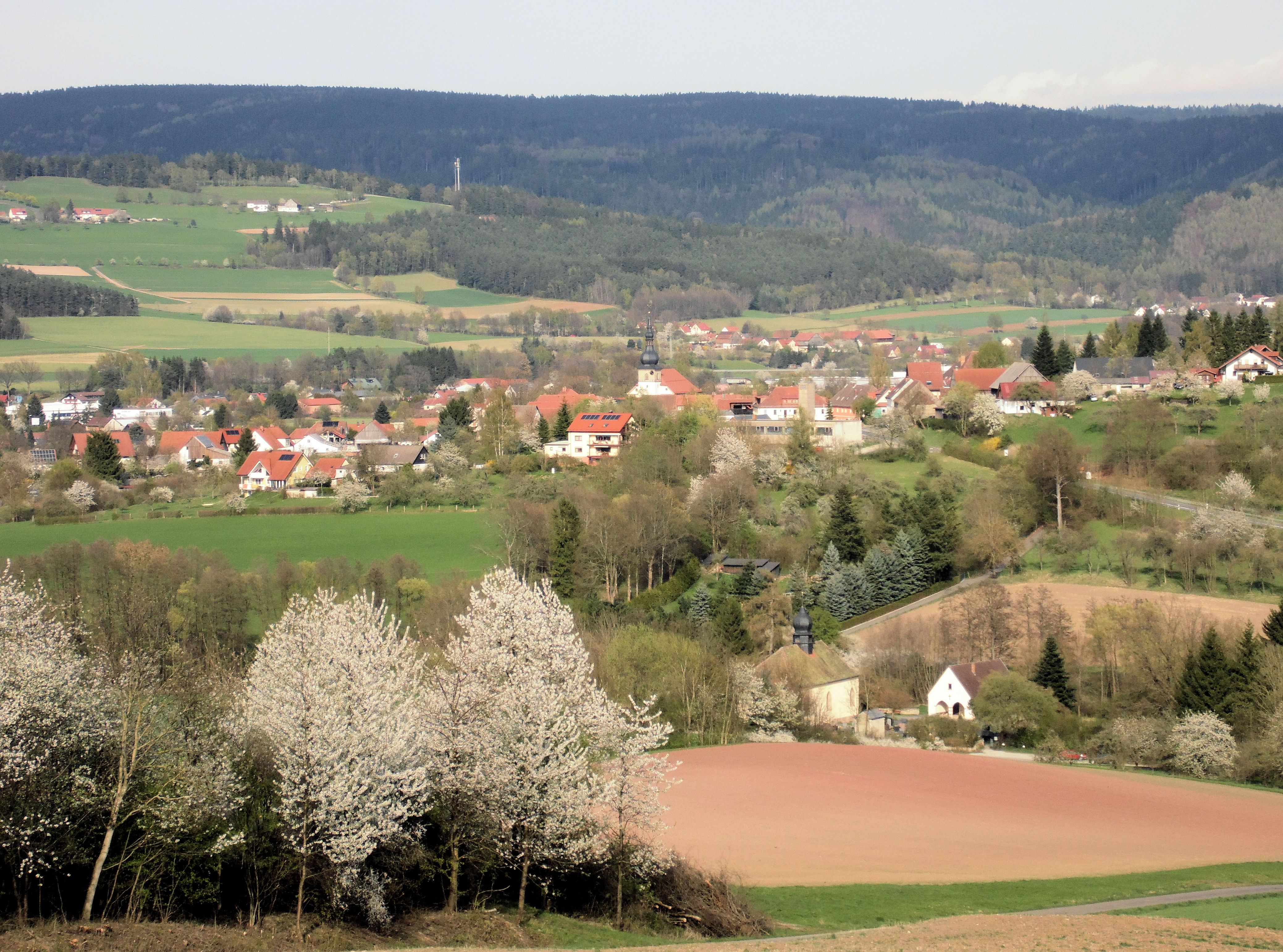
Blick von der Bocksleite auf Weidenberg, im Hintergrund das Fichtelgebirge

Das Gemeindegebiet von Weidenberg befindet sich zwischen etwa 357 und 853 m ü. NHN am Fuße des Fichtelgebirges. Der Hauptort und Markt Weidenberg liegt im nordöstlichen Landkreis Bayreuth im Tal der Warmen Steinach. Die nächste größere Stadt ist Bayreuth, sie kann über die Staatsstraße 2181 im Tal der Steinach oder über den Lankendorfer Berg und Seulbitz sowie mit der Eisenbahn erreicht werden.
Der Ort Weidenberg besteht aus dem am Hang gelegenen Obermarkt und dem Untermarkt im Talboden. Sie sind durch die in einem Bogen weitgehend außerhalb der Bebauung verlaufende Neue Straße, den nicht durchgehend befahrbaren Reitweg und eine „Schied“ genannte Fußgängertreppe mit 126 Stufen miteinander verbunden.

### Natur und Umwelt

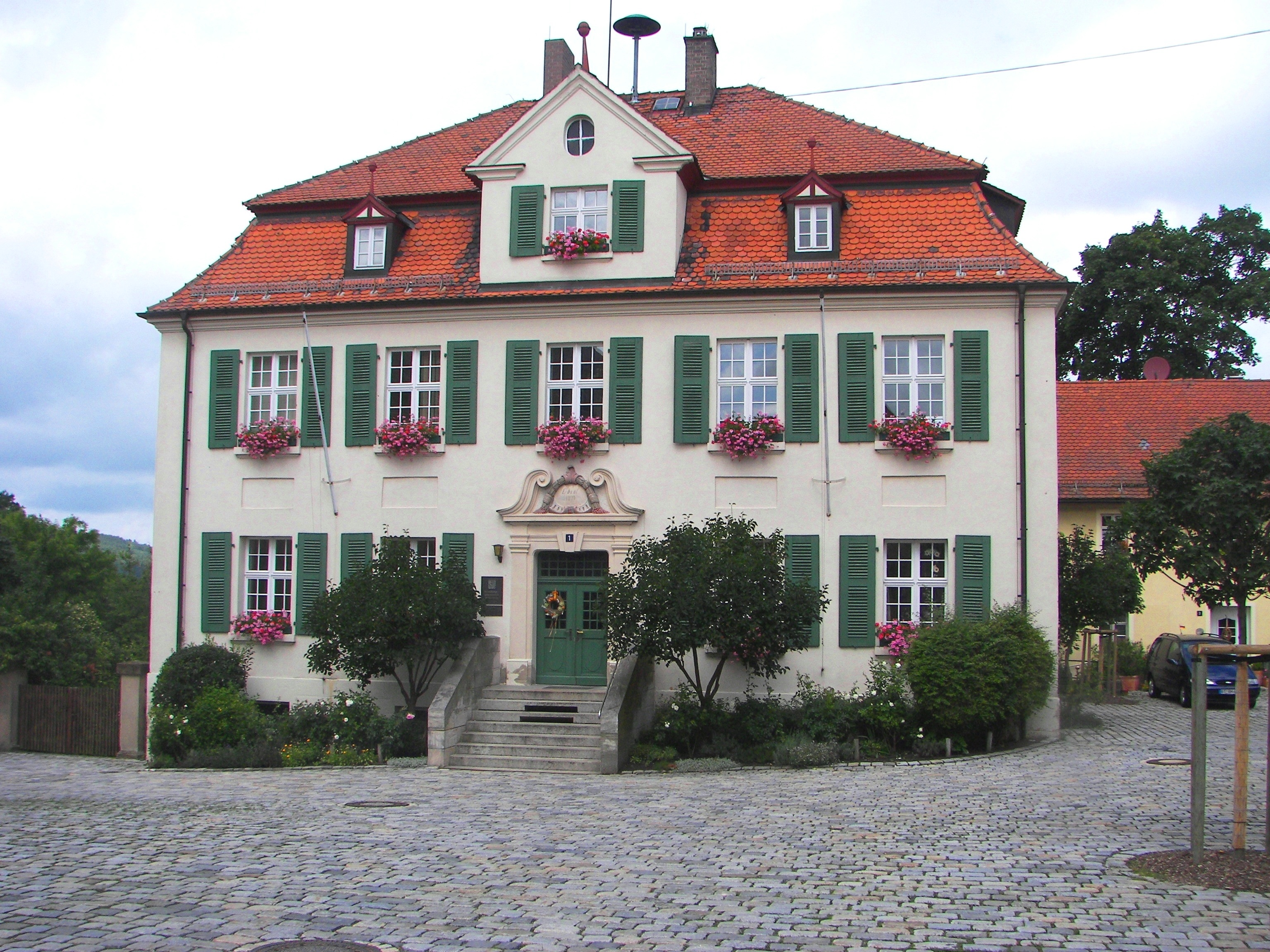
Rathaus, Blick vom Rathausplatz

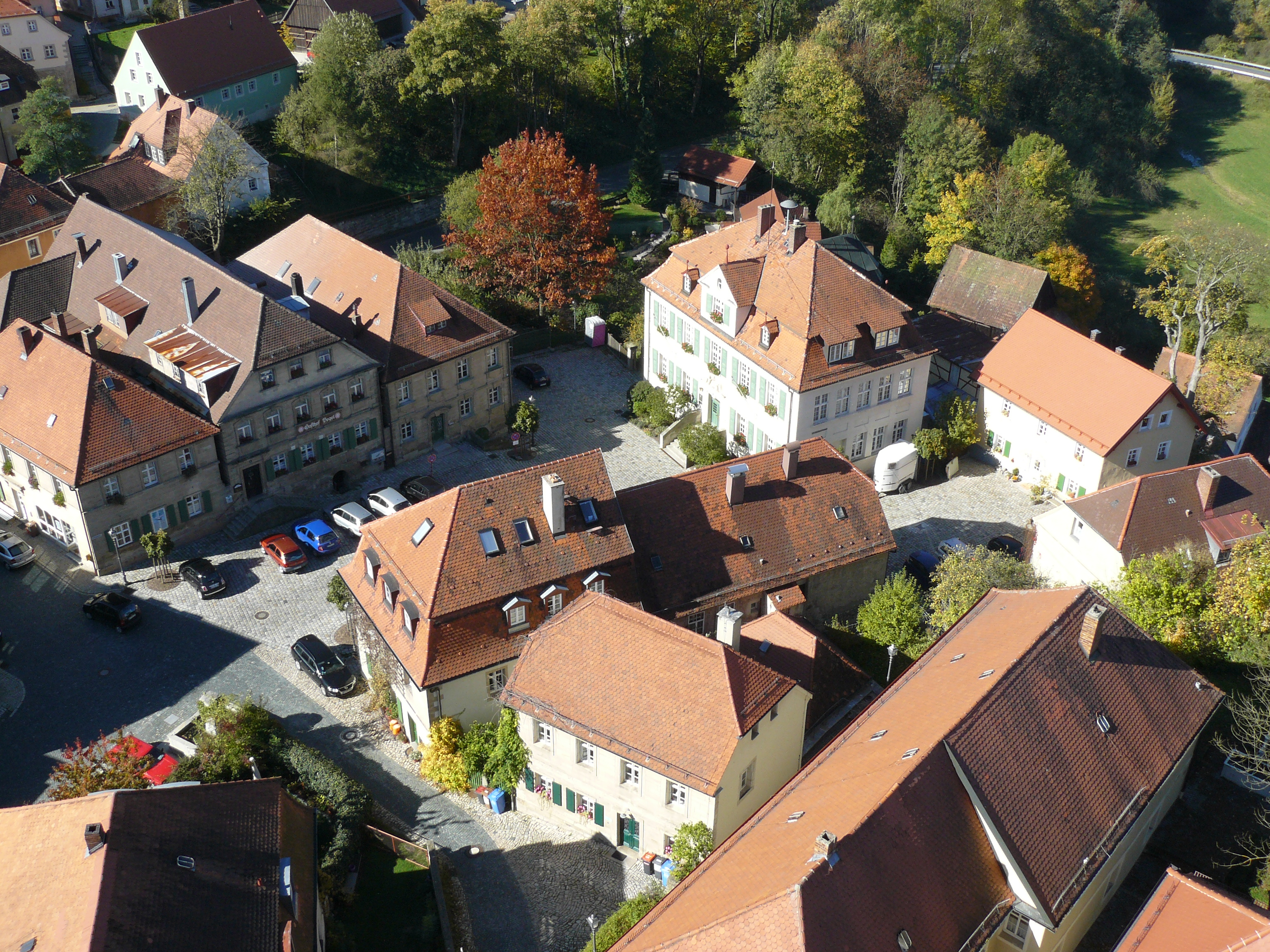
Rathausplatz im Obermarkt, Blick vom Kirchturm

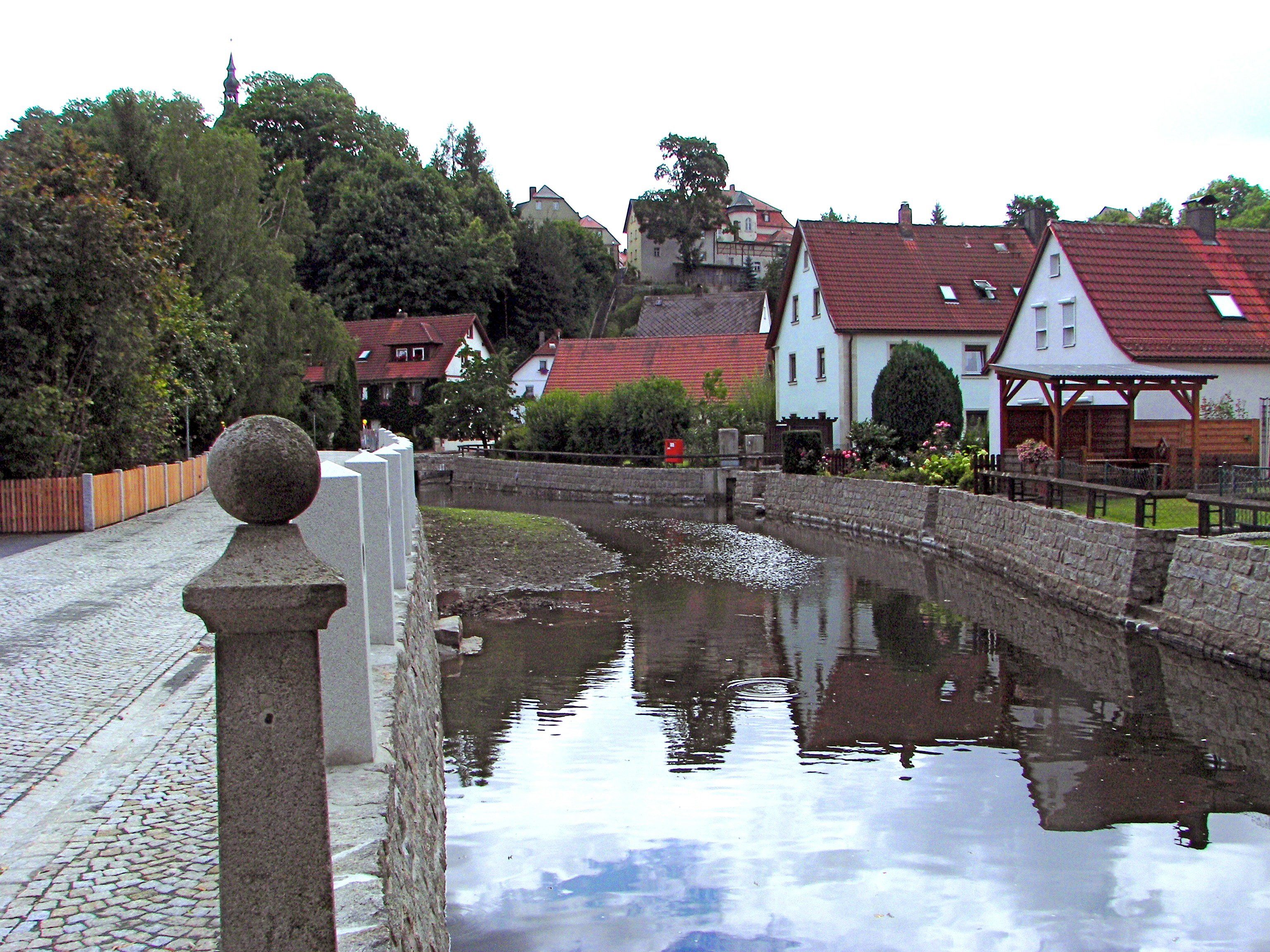
Untermarkt, Blick über die Warme Steinach zum Obermarkt

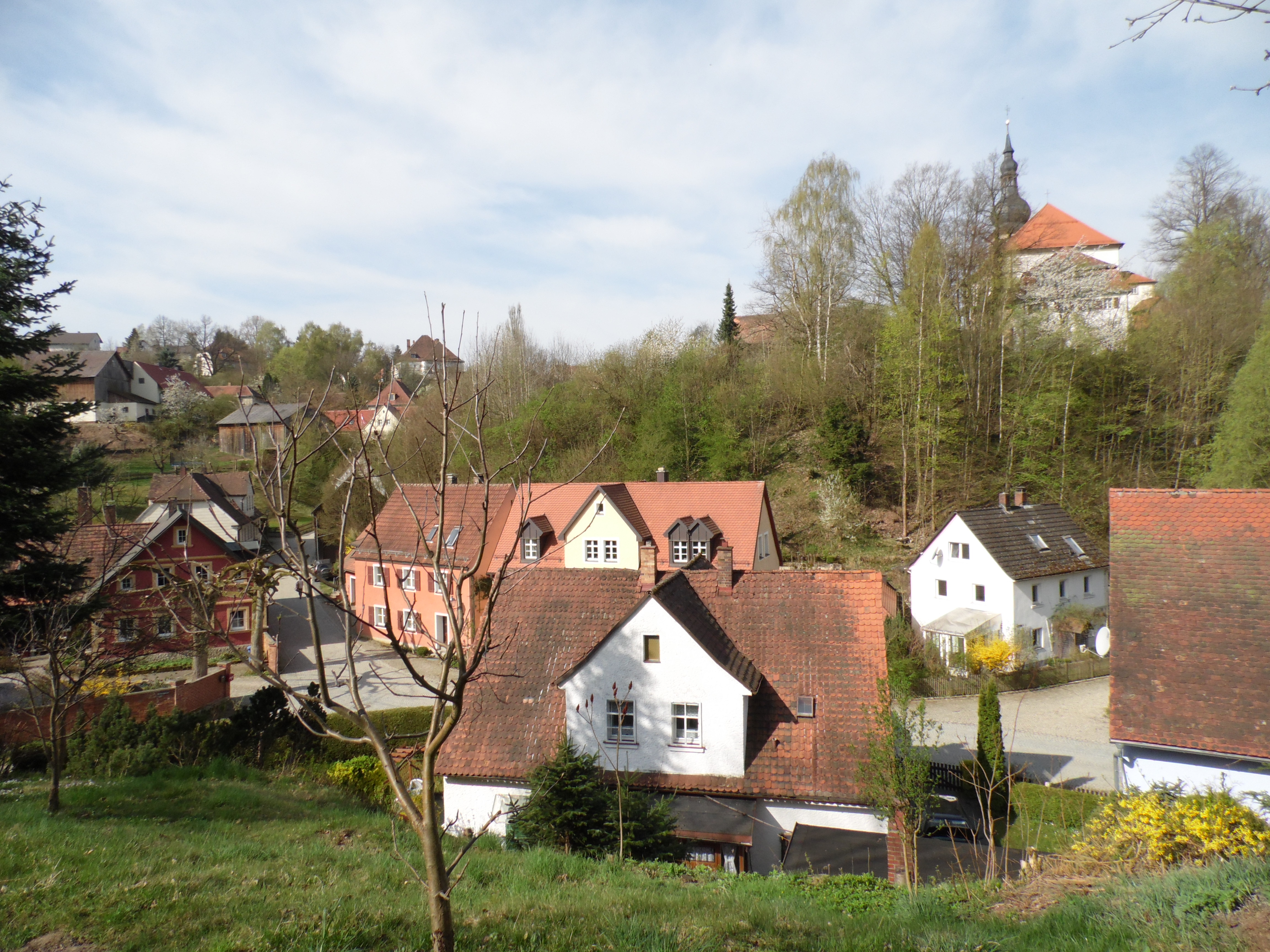
Ortsteil Scherzen

Der Markt Weidenberg liegt am Südrand des Fichtelgebirges am Fuße des Iskaraberges im Tal der Warmen Steinach, deren Quellgebiet sich am Südhang des Ochsenkopfes befindet. Nach Sophienthal, einem Gemeindeteil Weidenbergs, verlässt die Steinach ihr tief eingeschnittenes Tal im Gebirge und tritt in ein lichtes, weites Becken um Weidenberg ein. Dieses Becken ist ein geologisch bedeutsamer Teilbereich einer Bruchzone, die Fränkische Linie genannt wird: Vor etwa 200 Millionen Jahren kam es zu einem Bruch der Erdkruste und das alte Gebirge (Variszikum) schob sich über die jüngeren Erdschichten. So sind sowohl Urgesteine, wie Granit, Gneis, Phyllit und Rotliegend als auch jüngere Gesteinsformationen, wie Buntsandstein, Muschelkalk und Keuper auf engstem Raum anzutreffen. Mit der Erosion des Fichtelgebirges und der Abtransport der Gesteine durch die Steinach und anderen Flüssen entstanden Schotterebenen im Talbereich. Alle diese unterschiedlichen Bodenstrukturen führten zu einer kleinstrukturierten, abwechslungsreichen Landschaft mit jeweils eigenständiger Fauna und Flora.
- Königsheide, ein teilweise sumpfiges Hochmoor
- Keilsteinfelsen bei Gossenreuth (Meta-Rhyolith) (Geotop-Nummer 472R016)
- Eisenbergwerk Rotenfels (Geotop-Nummer 377G009)
- Weidenberger Felsenkeller (Geotop-Nummer 472A021)
- Karneol-Horizonte im Buntsandstein
- Muschelkalk-Aufschluss am Kulmberg (Geotop-Nummer 472A007)

#### Weidenberger Erdblicke
Unter dem Titel „Weidenberger Erdblicke“ führen zwei Geo-Erlebniswege durch Weidenberg und die nahen Südausläufer des Fichtelgebirges. Hier an der Fränkischen Linie prägen nicht nur erdgeschichtliche Epochen, wie Erdmittelalter und Erdaltertum die Landschaft, sondern auch zwei unterschiedliche Flusssysteme, die zur Europäischen Hauptwasserscheide gehören.
Die beiden Rundwege zeigen auf 15 bzw. 7 Infotafeln nahezu 500 Millionen Jahre Erdgeschichte. Die Tafeln sind mit QR-Code versehen.

### Gemeindegliederung
Die Gemeinde Weidenberg hat 53 Gemeindeteile (in Klammern ist der Siedlungstyp angegeben):
- Altenreuth (Einöde)
- Altmühle (Einöde)
- Au (Einöde)
- Böritzen (Einöde)
- Bruckmühle (Einöde)
- Döhlau (Dorf)
- Eichenhof (Weiler)
- Eichleithen (Einöde)
- Erdelberg (Einöde)
- Fischbach (Dorf)
- Flurhof (Einöde)
- Gebhardtshof (Einöde)
- Glotzdorf (Dorf)
- Görau (Dorf)
- Görschnitz (Dorf)
- Gossenreuth (Dorf)
- Grund (Einöde)
- Grünhof (Einöde)
- Hammer (Weiler)
- Hartmannsreuth (Weiler)
- Haselhöhe (Einöde)
- Heßlach (Dorf)
- Hilpertsgraben (Einöde)
- Höflas (Weiler)
- Kattersreuth (Weiler)
- Keilstein (Einöde)
- Kleinmühle (Einöde)
- Kolmreuth (Einöde)
- Lankendorf (Weiler)
- Lehen (Dorf)
- Lessau (Dorf)
- Letten (Einöde)
- Lochmühle (Einöde)
- Lohe
- Mengersreuth (Dorf)
- Mittlernhammer (Dorf)
- Neunkirchen am Main (Kirchdorf)
- Neuwiese (Einöde)
- Rosenhammer (Weiler)
- Rügersberg (Dorf)
- Saas (Einöde)
- Sandhof (Einöde)
- Schafhof (Einöde)
- Sophienthal (Dorf)
- Sorg (Einöde)
- Stockau (Bahnhof)
- Stockau (Kirchdorf)
- Untersteinach (Dorf)
- Ützdorf (Dorf)
- Waizenreuth (Dorf)
- Weidenberg (Hauptort)
- Wildenreuth (Einöde)
- Wölgada (Einöde)

Ziegelhütte, Stadelhaus und Schuhmühle zählen zum Gemeindeteil Weidenberg, Neuhaus zum Gemeindeteil Sophienthal und Taubenhof zum Gemeindeteil Döhlau. Berghaus und Sonnengrün sind zur Wüstung geworden.
Es gibt auf dem Gemeindegebiet die Gemarkungen Döhlau, Fischbach, Görschnitz, Lankendorf, Lehen, Lessau, Mengersreuth, Neunkirchen a.Main, Sophienthal, Sophienthaler Forst (Gemarkungsteil 2), Untersteinach, Weidenberg. Die Gemarkung Weidenberg hat eine Fläche von 8,080 km². Sie ist in 2649 Flurstücke aufgeteilt, die eine durchschnittliche Flurstücksfläche von 3050,08 m² haben. In ihr liegen neben dem namensgebenden Ort die Gemeindeteile Rosenhammer und  Schafhof.

### Nachbargemeinden
Nachbargemeinden sind (von Norden beginnend im Uhrzeigersinn): Warmensteinach, Kirchenpingarten, Seybothenreuth, Emtmannsberg, Bayreuth und Goldkronach.

## Name
Der ursprüngliche Flurname sollte einen mit Weiden bestandenen Berg bezeichnen. Diese Interpretation wird durch den Historiker Hermann Joseph Hiery infrage gestellt. Er geht davon aus, dass es sich um einen einst von Slaven besiedelten Berg handelt, die im Alt- und frühen Mittelhochdeutschen als Widen (später: Wenden) bezeichnet wurden.

## Geschichte

### Bis zur Gemeindegründung

Lieutenant Johann Ludwig von Künsberg zu Weidenberg (1625–1659) als Altarfigur in der Friedhofskirche in Weidenberg

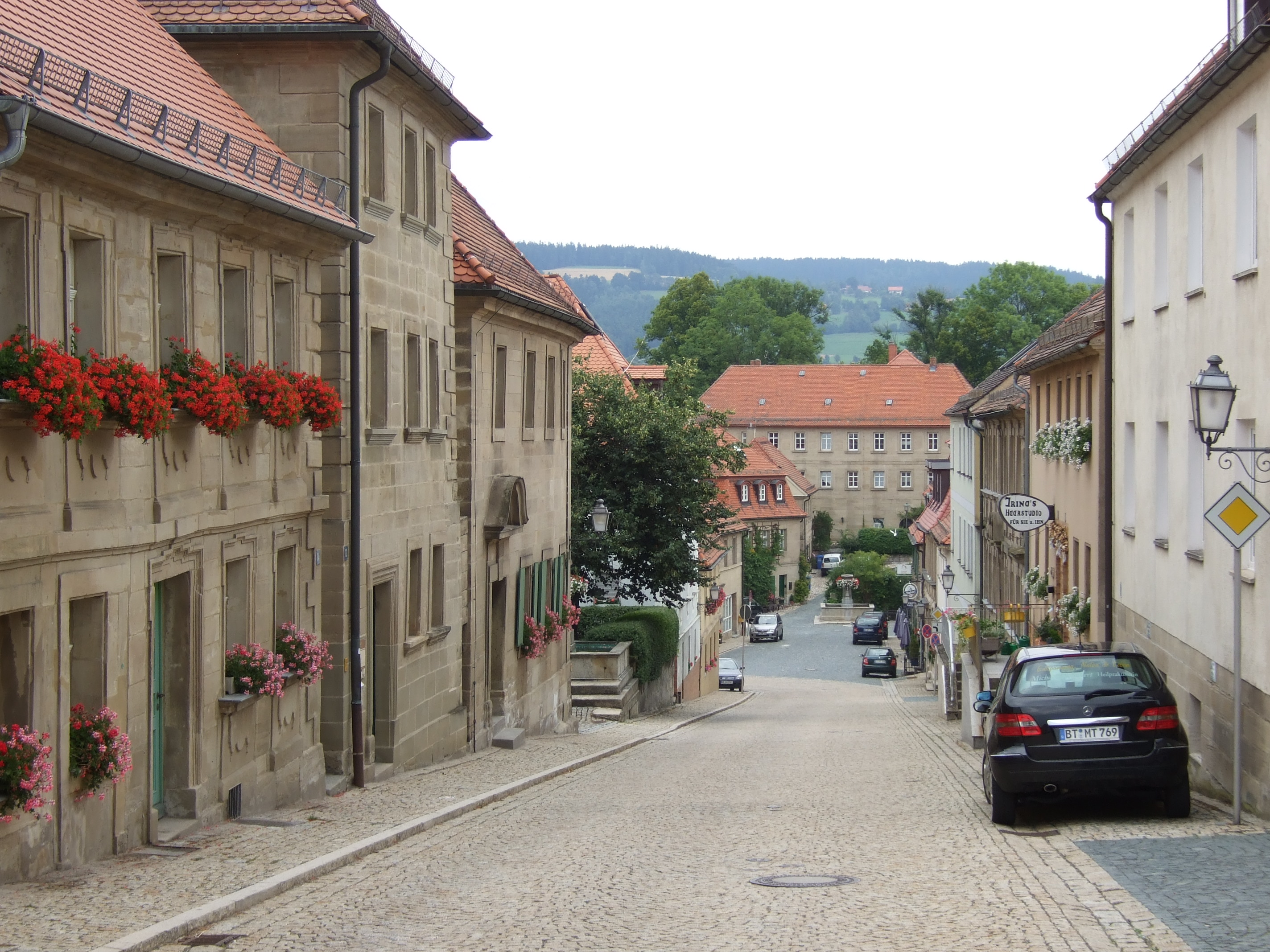
Obere Marktstraße im Obermarkt

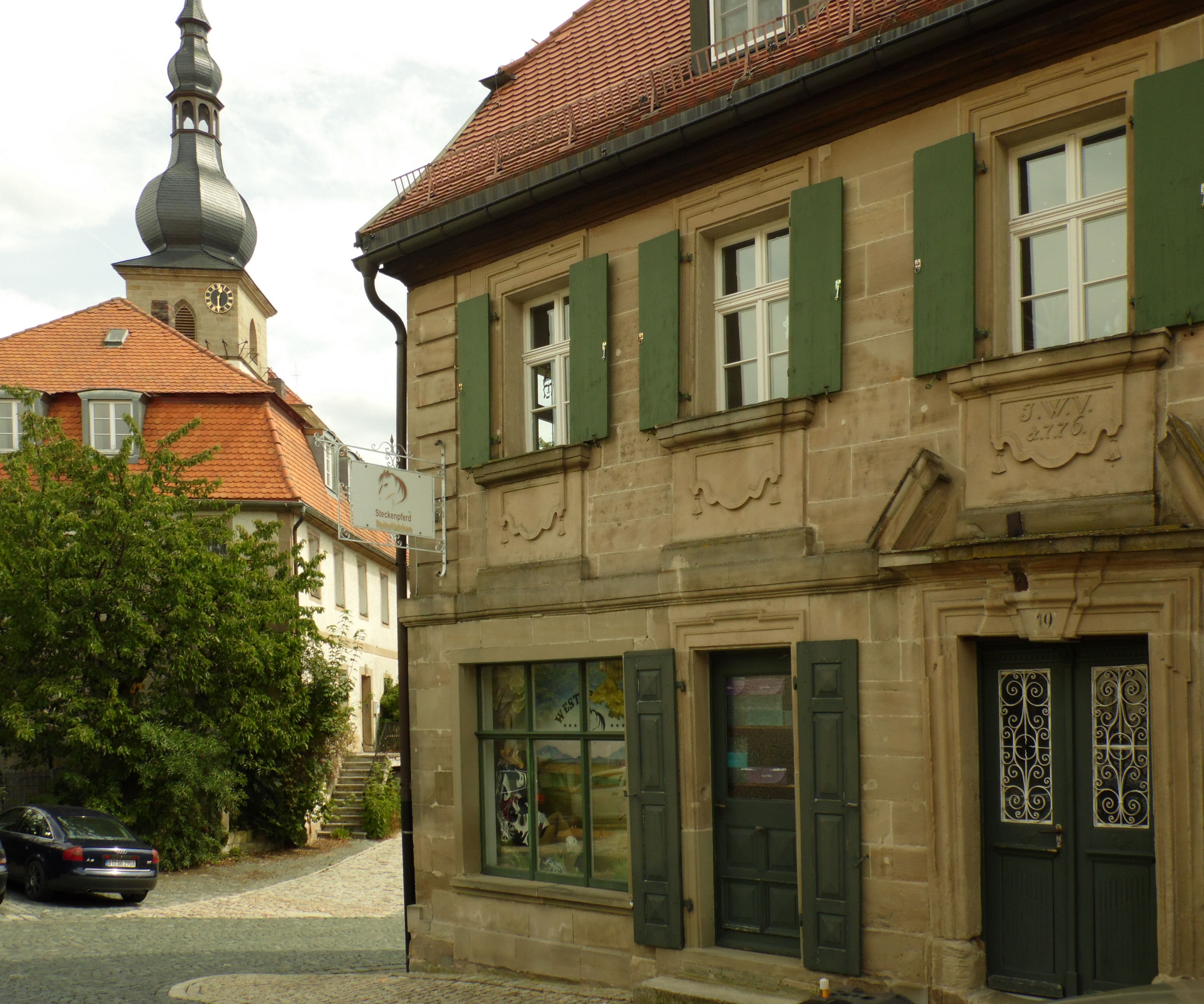
Bürgerhaus aus der Markgrafenzeit mit barocken Ornamenten (z. B. Fensterschürzen)

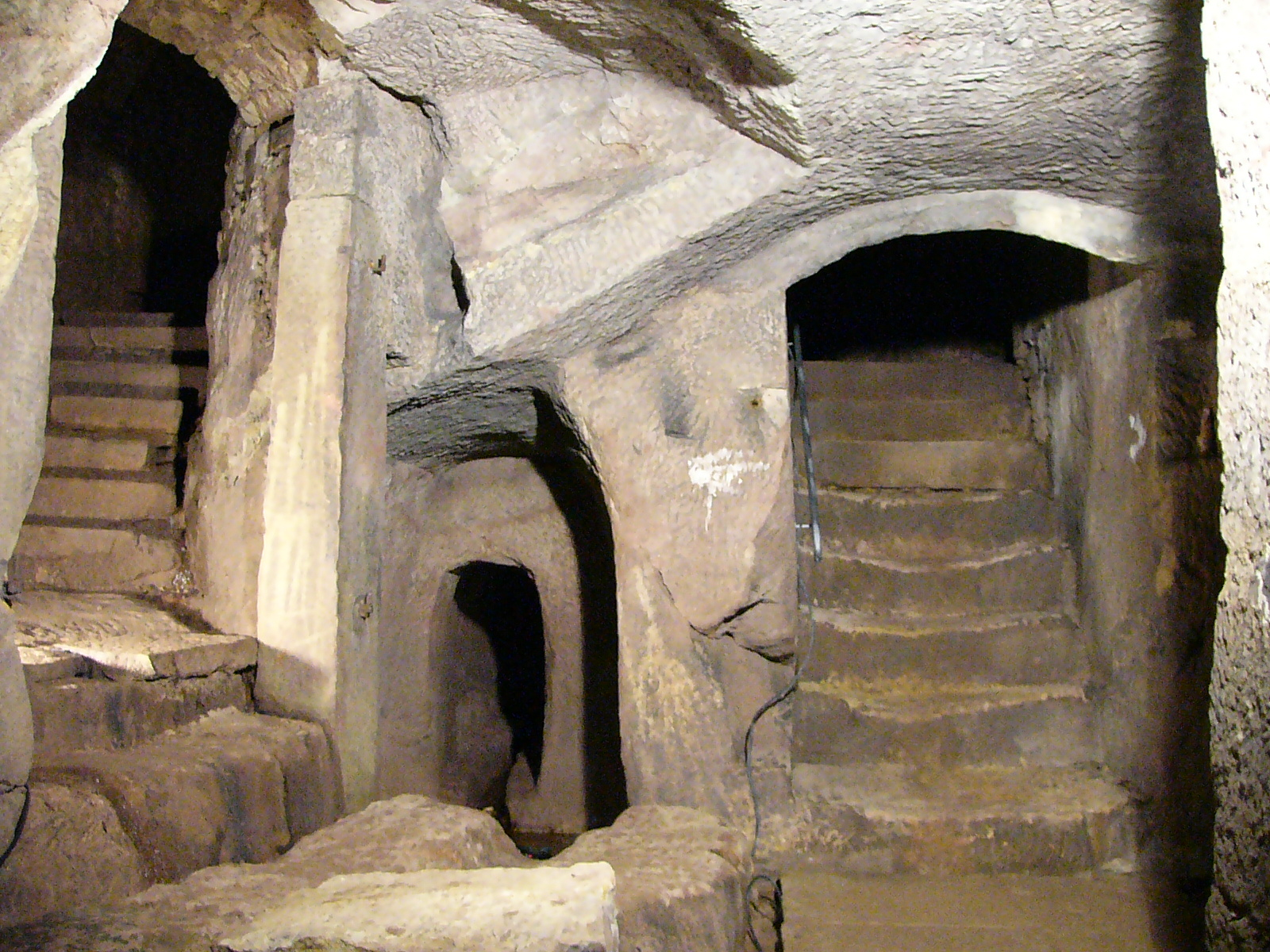
Felsenkeller der ehemaligen Wildmeisterei

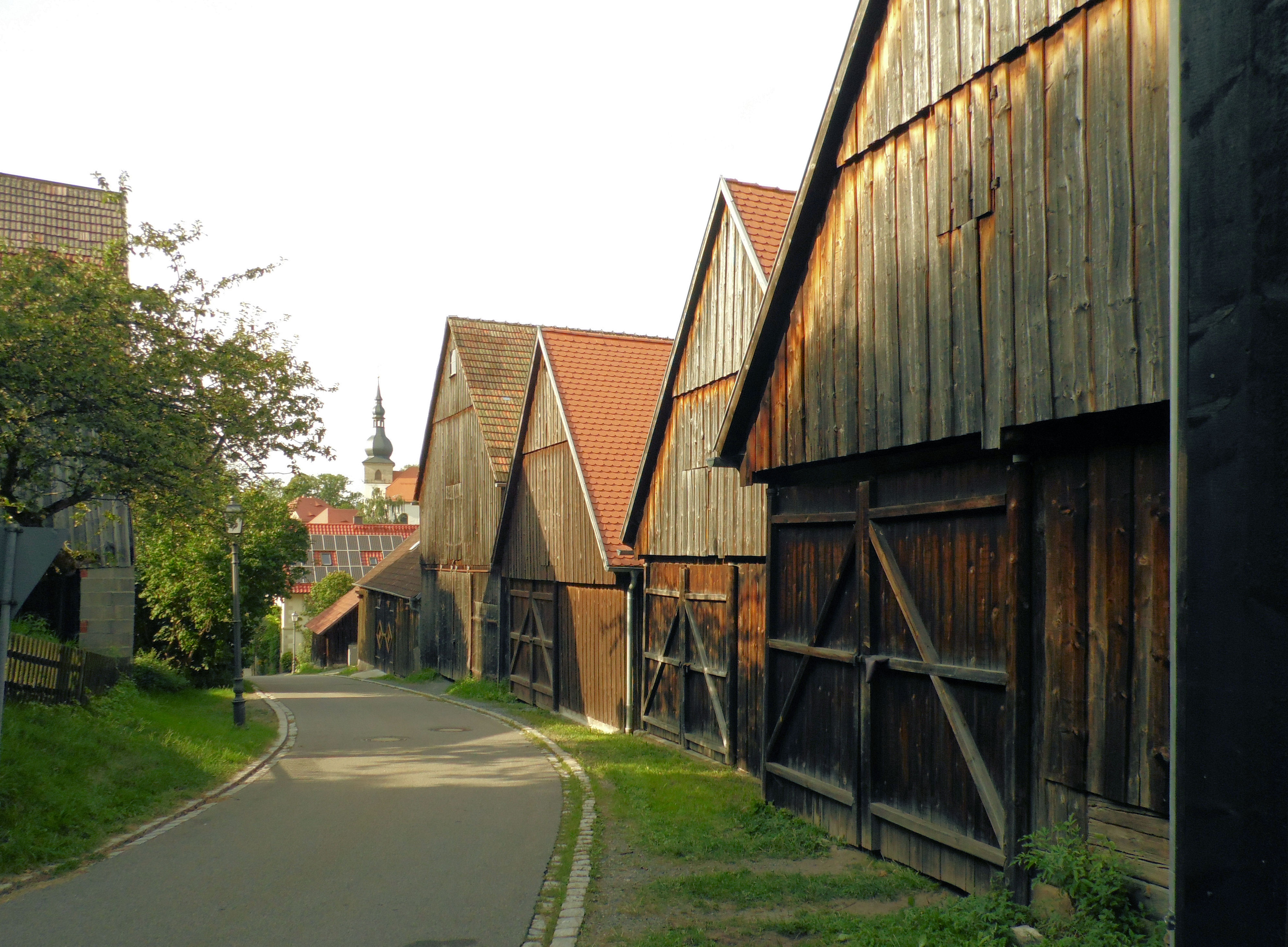
Denkmalgeschützte Scheunen am einstigen Ortsrand (hier Richtung Waizenreuth)

Der Weidenberger Raum war um das Jahr 1000 von Mainslawen dünn besiedelt, zu denen zum Zweck der Christianisierung Franken stießen. Bedingt durch die alte nordwest-südost-orientierte Handels- und Heerstraße handelte es sich vor allem um ein Durchzugsgebiet. Es entstand eine Reihe von Turmhügeln zur Sicherung der Straßen und des Grenzsaumes zwischen fränkischem und bayerischem Territorium. Die bedeutendste Turmhügelanlage lag oberhalb des Gemeindeteiles Sophienthal auf einem strategisch günstigen Bergsporn. Dieser Burgstall Schlosshügel mit seinen gut sichtbaren Gräben und Wällen kann besichtigt werden.
Bis vor wenigen Jahren sah es danach aus, als sei der Ort 1153 als „Widenberg“ erstmals schriftlich erwähnt worden. Der Historiker Hermann Joseph Hiery wies jedoch nach, dass es sich bei der vermeintlichen Urkunde um eine Fälschung handelte. Sie wurde vom Kloster Langheim vermutlich nachträglich erstellt, um Gebietsansprüche in Weidensees zu untermauern. In einer Urkunde vom 20. Oktober 1223 erfolgte die Erwähnung als „Widenberc“. In ihr bezeugte ein Eberhard von Widenberc einen Vertrag, in dem Otto VII. finanzielle Gaben versprach, wenn man nach seinem Tod Gedächtnismessen für ihn abhalte.
Der Ort war damals im Sitz der Herren von Weidenberg. 1398 wurde der Ort als Markt bezeugt. 1418 starb das Adelsgeschlecht der Weidenberger aus, 1446 kaufte Adrian von Künsberg den gesamten Besitz. Die Herren von Künsberg besaßen die beiden Schlösser in Weidenberg als zollersches Lehen bis 1634/51. Ein „unteres Schloss“ wurde erstmals 1601 erwähnt, 1651 brannte es aus und ging an die Herren von Lindenfels über. 1745 verkaufte Carl Willibald von Lindenfels für 84 000 Gulden seine Güter und Lehen in und um Weidenberg an Markgraf Friedrich zu Brandenburg-Bayreuth.
Im frühen 15. Jahrhundert wurde der Ort während der Hussitenkriege stark zerstört. Bald nach der Reformation wurde Weidenberg im 16. Jahrhundert protestantisch. 1750 fiel nahezu der gesamte Untermarkt einem Feuer zum Opfer.
Weidenberg war der erste ländliche Ort im Fürstentum Bayreuth, der nach einer Feuersbrunst systematisch in Sandstein wieder errichtet wurde. In der Nacht vom 6. auf den 7. Oktober 1770 wurden weite Teile des Obermarkts mit 44 Holzhäusern ein Raub der Flammen. Einem markgräflichen Erlass entsprechend wurden die betroffenen Häuser aus Stein neu errichtet. Der feine, einheitlich gekörnte Lettenkohlensandstein wurde in mehreren Steinbrüchen im nahen Lessau gewonnen. Geleitet wurde der Wiederaufbau durch das markgräfliche Bauamt in Bayreuth, in Anlehnung an Sankt Georgen ließ der Architekt und Bauamtsleiter Johann Gottlieb Riedel „herrschaftliche“, zweigeschossige Häuser mit Walm- und Mansarddächern bauen. Es entstanden geschlossene Straßenzüge und schlichte Bürgerhäuser aus Sandsteinquadern mit Linienornamenten und – erstmals außerhalb Bayreuths – Fensterschürzen. Damit änderte sich zwischen 1770 und 1776 das Gesicht des Orts vom Dorf hin zu einer Kleinstadt. Nachdem bei dem Brand auch alle Scheunen zerstört wurden, entstanden am Ortsrand vier Scheunenviertel; in drei dieser Viertel wurden die Scheunen ebenfalls aus Sandstein gebaut. Bis Ende des 19. Jahrhunderts wurde in Weidenberg am Bauen mit Sandstein festgehalten.
Das „Obere Schloss“ wurde 1770 Amtshaus und diente auch als Gefängnis. Das Amt des seit 1792 preußischen Fürstentums Bayreuth fiel mit diesem im Frieden von Tilsit 1807 als Pays réservé an Frankreich und kam 1810 durch Verkauf zum Königreich Bayern. Von 1797 bis 1810 unterstand der Ort dem Justiz- und Kammeramt Neustadt am Kulm.
Weidenberg bildete mit Brunnenhaus, Schuhmühle und Ziegelhütte eine Realgemeinde. Gegen Ende des 18. Jahrhunderts gab es in Weidenberg 176 Anwesen. Die Hochgerichtsbarkeit stand dem bayreuthischen Stadtvogteiamt Bayreuth zu. Die Dorf- und Gemeindeherrschaft hatte das Amt Weidenberg. Grundherren waren
- das Amt Weidenberg (159 Anwesen: Amtshaus, 1 Hof, 1 Halbhof, 1 Mahl- und Schlagmühle, 1 Schneidmühle mit Nebenhaus, 1 Mühle, 38 Güter, 1 Gut mit Nebenhaus, 8 Halbgüter, 18 Halbgütlein, 67 Tropfhäuser, 1 Tropfgut, 1 Kellerhaus mit Wohnung, 1 Halbgut mit Bräuhaus, 1 Kellerhäuslein, 16 Wohnhäuser, 1 Söldengütlein);
- die Hofkanzlei Bayreuth (6 Häuser);
- die Pfarrei Weidenberg (7 Gütlein, 3 Tropfhäuser, 1 Häuslein).[17]

### 19. und 20. Jahrhundert
1812 wurde infolge des Gemeindeedikts der Steuerdistrikt Weidenberg gebildet. Außer dem Hauptort gehörten hierzu Berghaus, Rosenhammer, Schafhof, Schuhmühle, Stadelhaus und Ziegelhütte. Zugleich entstand die Ruralgemeinde Weidenberg, die deckungsgleich mit dem Steuerdistrikt war. Sie war in Verwaltung und Gerichtsbarkeit dem Landgericht Weidenberg zugeordnet und in der Finanzverwaltung dem Rentamt Bayreuth (1919 in Finanzamt Bayreuth umbenannt). Ab 1862 gehörte Weidenberg zum Bezirksamt Bayreuth (1939 in Landkreis Bayreuth umbenannt). Die Gerichtsbarkeit blieb beim Landgericht Weidenberg (1879 in Amtsgericht Weidenberg umgewandelt), seit 1931 ist das Amtsgericht Bayreuth zuständig. Die Gemeinde hatte 1964 eine Fläche von 8,089 km².
In der Zeit um den Ersten Weltkrieg war Weidenberg eine sozialdemokratische Hochburg, später dann deutsch-national bestimmt. Vor der Machtübernahme Hitlers stimmten die Weidenberger mehr als die Wähler in katholischen Orten für die NSDAP. Ansässige Juden gab es im Ort nicht.
Nach dem Zweiten Weltkrieg brachten Heimatvertriebene aus dem Osten die Gablonzer Glasindustrie mit.
Im Glasknopfmuseum werden Maschinen, Öfen und die damit erzeugten Glasprodukte, wie Knöpfe, Lüsterbehänge, Glaskugeln und andere Flachglasprodukte aus dieser Zeit ausgestellt.

### 21. Jahrhundert
Im Jahr 2003 wurde in Weidenberg der 850. Geburtstag des Orts gefeiert. Nachdem sich herausgestellt hatte, dass die dem Datum zugrunde liegende Urkunde eine Fälschung war, wurde im Oktober 2023 der 800. Geburtstag begangen.

### Eingemeindungen
| Gemeindeteil        | Einwohner (1970) | Eingemeindungs- datum |
| ------------------- | ---------------- | --------------------- |
| Döhlau              | 223              | 1. Mai 1978           |
| Fischbach           | 82               | 1. Januar 1970        |
| Görschnitz          | 381              | 1. Januar 1978        |
| Lankendorf          | 88               | 1. Januar 1972        |
| Lehen               | 202              | 1. Mai 1978           |
| Lessau              | 261              | 1. Januar 1972        |
| Mengersreuth        | 250              | 1. Juli 1972          |
| Neunkirchen am Main | 318              | 1. Januar 1978        |
| Sophienthal         | 237              | 1. Januar 1975        |
| Untersteinach       | 280              | 1. Mai 1978           |

### Einwohnerentwicklung
Gemeinde Weidenberg
| Jahr      | 1818   | 1840   | 1852   | 1861   | 1867   | 1871   | 1875   | 1880   | 1885   | 1890   | 1895   | 1900   | 1905   | 1910   | 1919   | 1925   | 1933   | 1939   | 1946   | 1950   | 1961   | 1970   | 1987   | 1995 | 2000 | 2005 | 2010   | 2015   | 2020   |
| Einwohner | 1037   | 1680   | 1664   | 1662   | 1693   | 1590   | 1628   | 1644   | 1571   | 1454   | 1465   | 1343   | 1300   | 1267   | 1223   | 1248   | 1284   | 1293   | 1969   | 2082   | 2652   | 2743   | 5489   | 6600 | 6687 | 6582 | 6347   | 5995   | 5768   |
| Häuser    | 198    |        |        |        |        | 203    |        |        | 222    | 219    |        | 221    |        |        |        | 222    |        |        |        | 238    | 352    |        | 1334   |      |      |      |        | 1732   | 1761   |
| Quelle    | [ 16 ] | [ 24 ] | [ 24 ] | [ 25 ] | [ 26 ] | [ 27 ] | [ 28 ] | [ 29 ] | [ 30 ] | [ 31 ] | [ 24 ] | [ 32 ] | [ 24 ] | [ 33 ] | [ 24 ] | [ 34 ] | [ 24 ] | [ 24 ] | [ 24 ] | [ 35 ] | [ 19 ] | [ 36 ] | [ 37 ] |      |      |      | [ 38 ] | [ 38 ] | [ 39 ] |

Ort Weidenberg
| Jahr      | 001818 | 001861 | 001871 | 001885 | 001900 | 001925 | 001950 | 001961 | 001970 | 001987 |
| Einwohner | 1037 * | 1022 † | 1493   | 1454   | 1252   | 1135   | 2021 + | 2605 + | 2701 + | 2573 + |
| Häuser    | 198 *  |        |        | 207    | 207    | 205    | 226 +  | 343 +  |        | 603 +  |
| Quelle    | [ 16 ] | [ 25 ] | [ 27 ] | [ 30 ] | [ 32 ] | [ 34 ] | [ 35 ] | [ 19 ] | [ 36 ] | [ 37 ] |

## Politik
Bei der Stichwahl zum Bürgermeister am 16. März 2008 setzte sich Hans Wittauer von der Freien Wählergemeinschaft (FWG) mit 59,92 % gegen Günter Dörfler (CSU) durch. Bei der Kommunalwahl im März 2014 setzte sich Hans Wittauer gegen die Herausforderer Matthias Böhner (SPD) und Martin Lochmüller (Bürgerforum/UW) im ersten Wahlgang durch. Er wurde mit absoluter Mehrheit von 54,41 % im Amt bestätigt. Bei der Kommunalwahl 2020 erreichte der Amtsinhaber Hans Wittauer mit 58 % der Stimmen wieder die absolute Mehrheit gegenüber seinem Herausforderer Thomas Wolfrath vom Bürgerforum Weidenberg.

### Gemeinderat
Der Marktgemeinderat besteht aus 20 Mitgliedern, die auf folgende Parteien/Gruppierungen verteilt sind (Wahl 2020):
- CSU: 6 Sitze
- FWG: 5 Sitze
- SPD: 3 Sitze
- Die Grünen/UW: 2 Sitze
- Bürgerforum: 3 Sitze
- FDP 1 Sitz

### Bürgermeister
- 1827–1839 Popp
- 1839–1842 Hellerich
- 1842–1858 Rabenstein
- 1858–1863 Koppmeier
- 1863–1864 Dreß
- 1864–1869 Schaller
- 1869–1871 Krauß
- 1871–1887 Abraham Schuster
- 1887–1915 Michael Schreck
- 1915–1916 Paul Schöller
- 1916–1919 Heinrich Heischmann
- 1919–1928 Johann Schiller
- 1928–1933 Georg Kettel
- 1933–1945 Georg Rumler
- 1945–1946 Heinrich Seiler
- 1946–1947 Christian Schiller
- 1947–1948 Erhard Will
- 1948–1960 Georg Hagen
- 1960–1972 Otto Fleischmann
- 1972–2008 Wolfgang Fünfstück († 2013)
- seit Mai 2008 Hans Wittauer

### Wappen und Flagge
Wappen
| Wappen von Weidenberg | Blasonierung: „Gespalten; vorne geviert von Silber und Schwarz; hinten in Silber auf grünem Berg eine grüne Weide.“                                                                  |
| Wappen von Weidenberg | Wappenbegründung: Die Weide steht redend für den Ortsnamen. Die Vierung weist auf die Zollern als Lehensherren seit dem 14. Jahrhundert hin. Wappenführung seit dem 16. Jahrhundert. |

Flagge
Die Gemeindeflagge ist grün-weiß.

### Gemeindepartnerschaften
- Unsere Liebe Frau im Walde-St. Felix (Südtirol), seit 1976
- Plouhinec im Kanton Port-Louis in der Bretagne, Frankreich, seit 1989
- Smržovka (früher Morchenstern, Tschechien), seit 1998
- Juchnowiec Kościelny (Polen), seit 2009[43]

## Kultur und Sehenswürdigkeiten

### Museen und Galerien

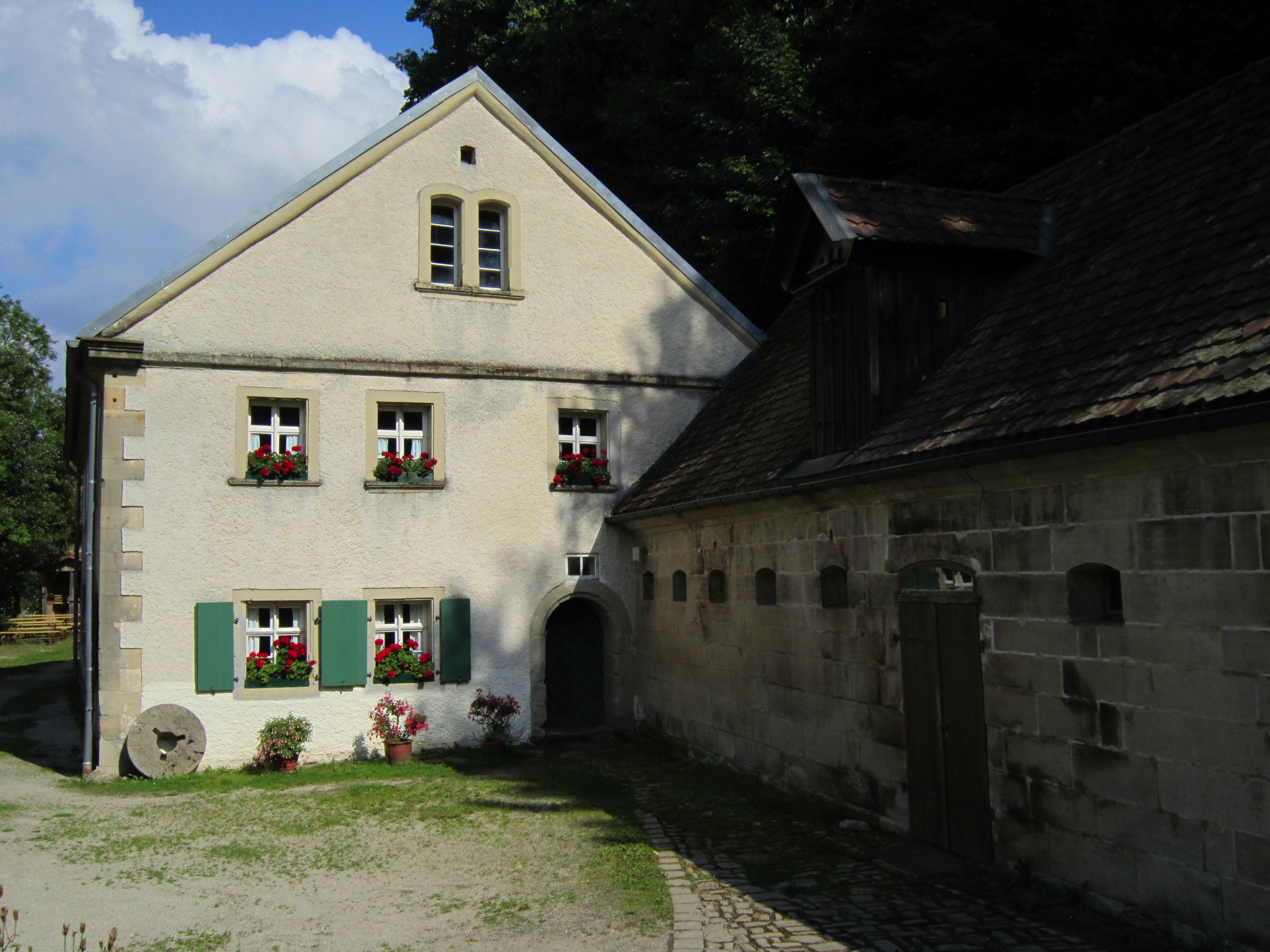
Scherzenmühle
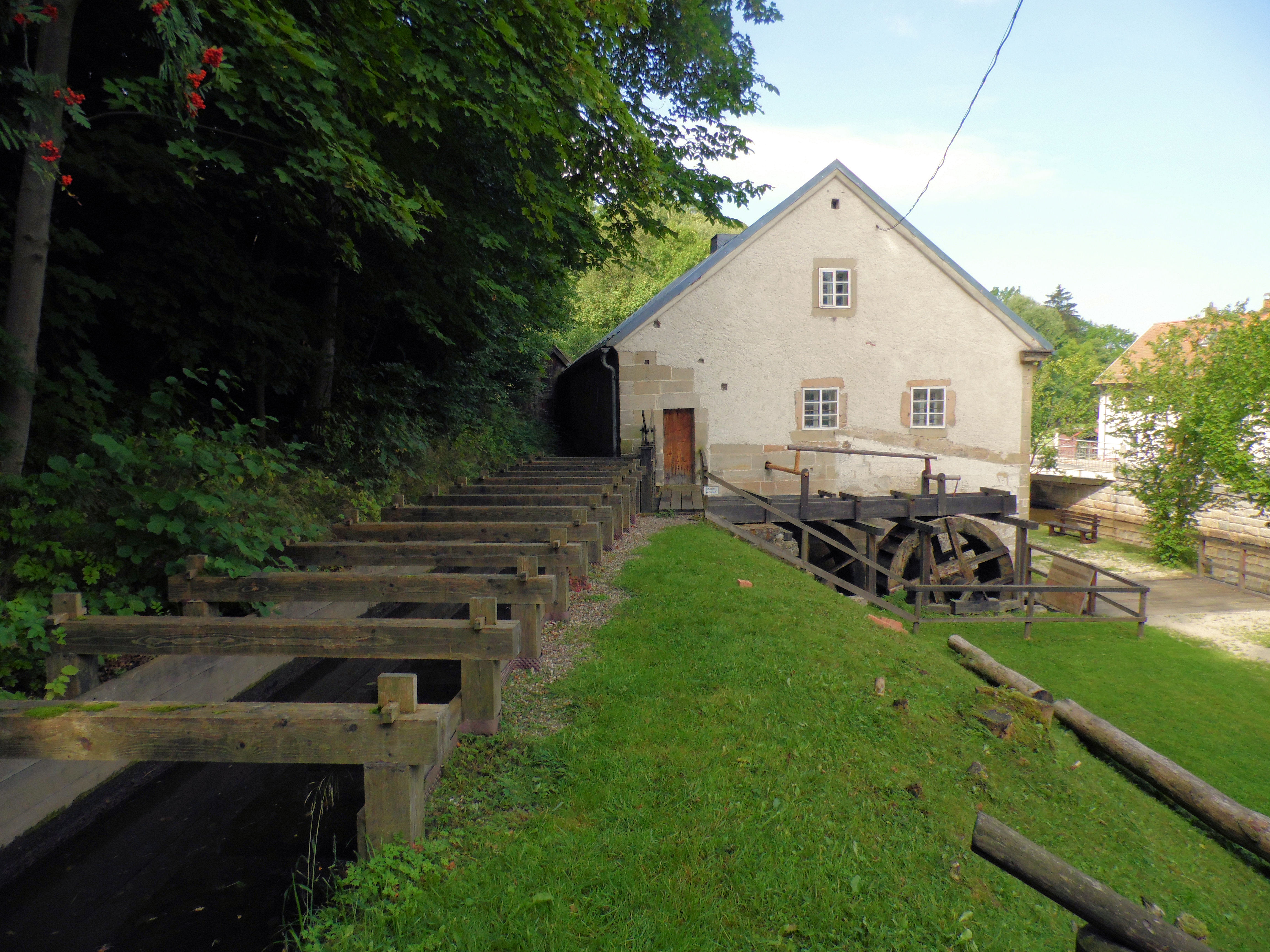
Mühlräder der Scherzenmühle

- Freilichtmuseum Scherzenmühle des Fichtelgebirgsvereins Weidenberg, In der Au 24
- Glas-Knopf-Museum (GKM) der Gablonzer Industrie in Weidenberg, Kristallstraße 5
- Volkskundliche Sammlung des Fichtelgebirgsvereins Weidenberg, Schulstraße 2
- Musikinstrumentensammlung, Alte Bayreuther Straße 5
- Museum für Militärtradition in Oberfranken, Alte Bayreuther Straße 10
- Denkmalgeschützte Scheunenensemble aus dem 18. Jahrhundert; die Scheunen wurden aus Brandschutzgründen am damaligen Ortsrand gebaut
- 1991 konnten sieben Künstler, die sich 1980 in der Produzentengemeinschaft „Galerie in der Linden“ zusammengeschlossen hatte, ihre Galerie von der Lindenstraße in das Empfangsgebäude des Bahnhofs verlegen, das die Gemeinde kurz vorher von der Deutschen Bundesbahn erworben hatte. Das am 10. Juli 1992 eröffnete Kunstforum hatte bis zum Oktober 2011 Bestand.[44]

### Filmprojekte

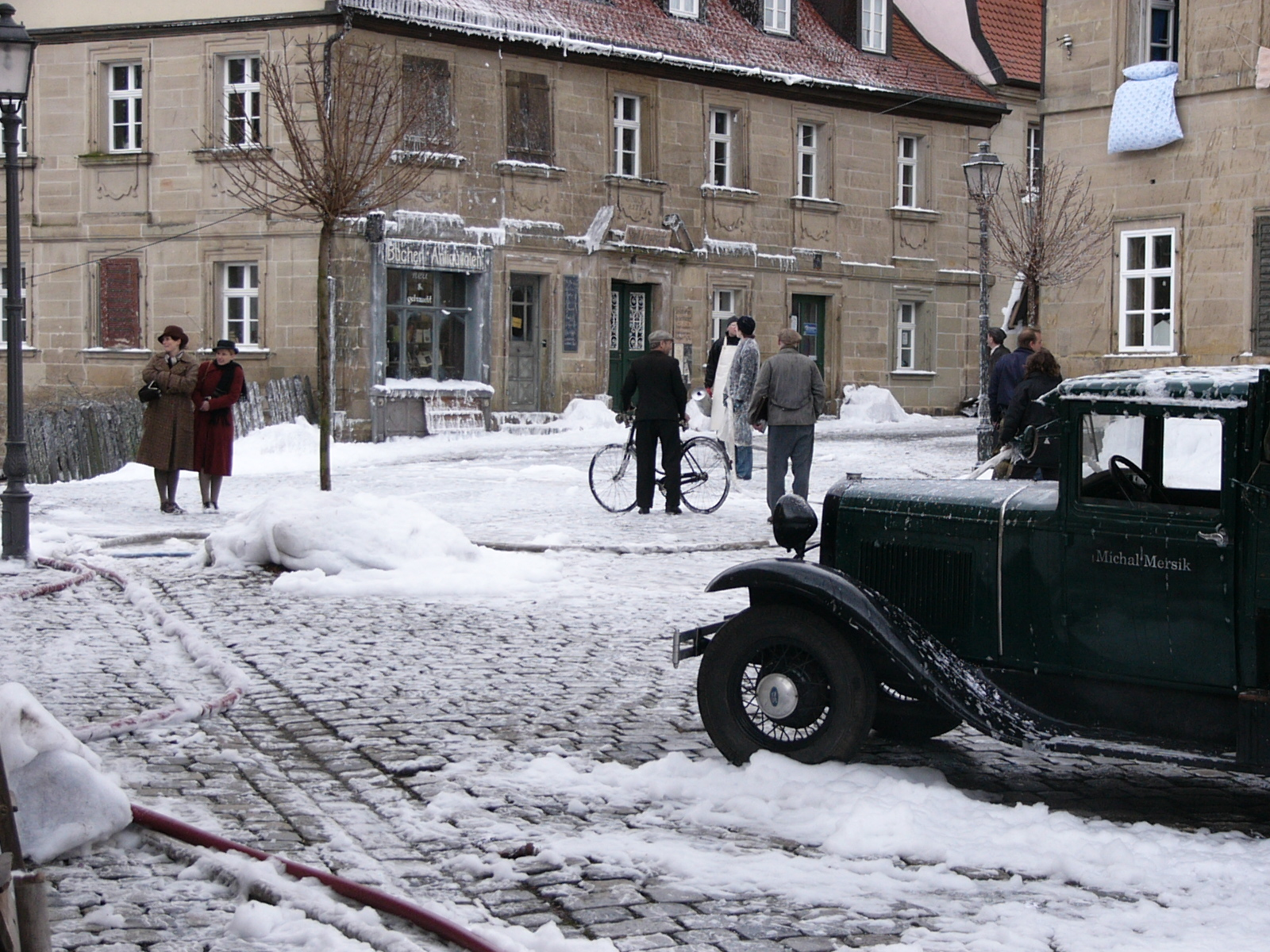
Szene am Markt (mit Kunstschnee) aus Die Perlmutterfarbe
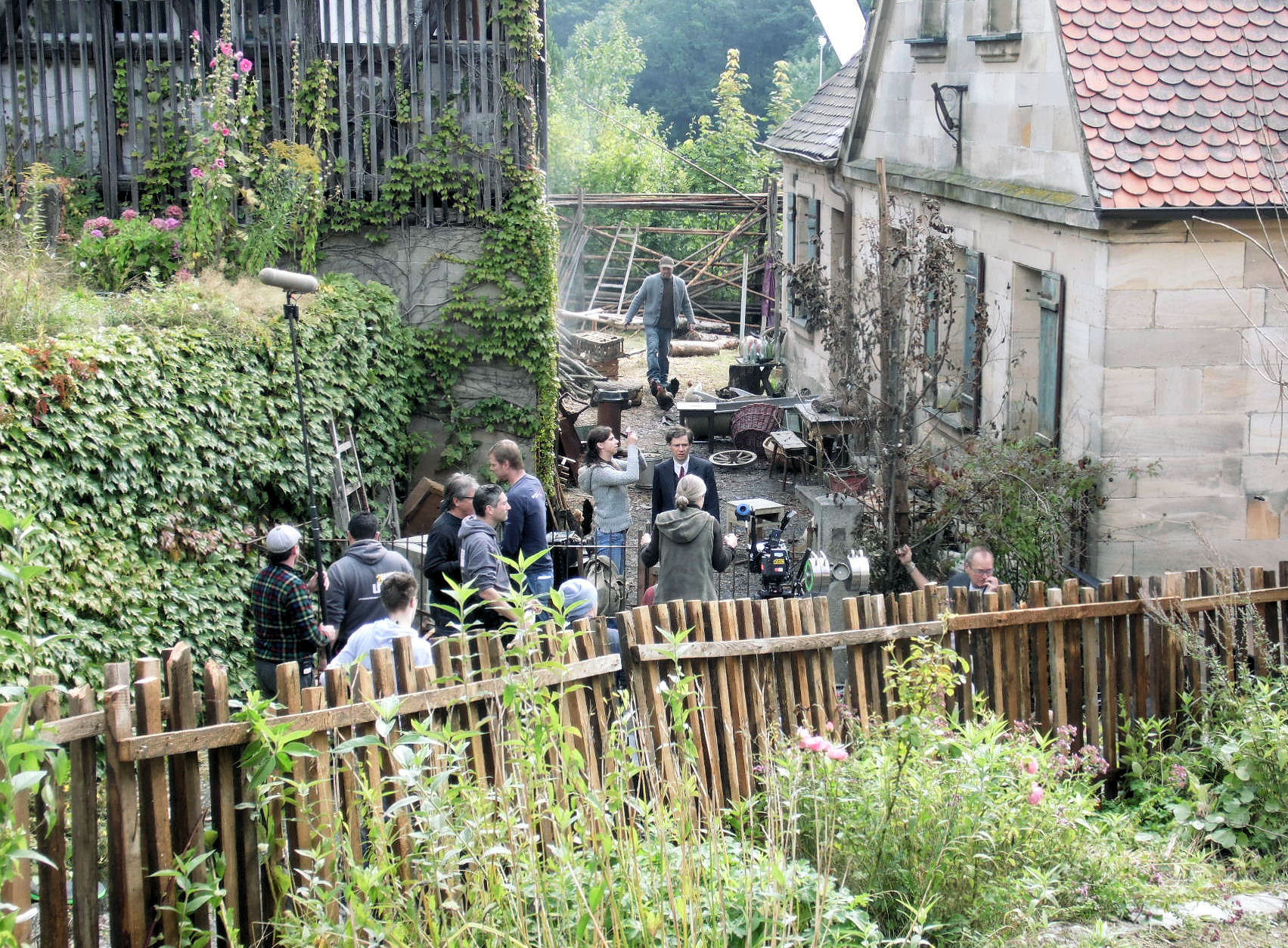
Szene (am Film-Geburtshaus) aus Elser – Er hätte die Welt verändert

Im Februar 2008 fanden im Markt Weidenberg Dreharbeiten für den Kinofilm Die Perlmutterfarbe unter der Regie von Marcus H. Rosenmüller statt. Als Vorlage diente der Roman von Anna Maria Jokl. Bürger wirkten als Statisten mit.
Ende August 2014 wurde wiederum ein Kinofilm über Georg Elser am historischen Obermarkt mit dem Titel: Elser – Er hätte die Welt verändert unter der Regie von Oliver Hirschbiegel gedreht. Auch dabei wirkten Bürger als Statisten mit. Der Film kam am 9. April 2015, exakt 70 Jahre nach dem Tod Elsers, in die Kinos.

### Musik
Über das Gemeindegebiet hinaus bekannt sind die Weidenberger Musikanten:
- 1996: Verleihung des Kulturpreises der Hanns-Seidel-Stiftung für hervorragende Leistungen auf dem Gebiet der Volksmusik.
- 1999: Verleihung des Förderpreises des Landkreises Bayreuth für das Engagement auf dem Gebiet der fränkischen Volksmusik.

### Bauwerke

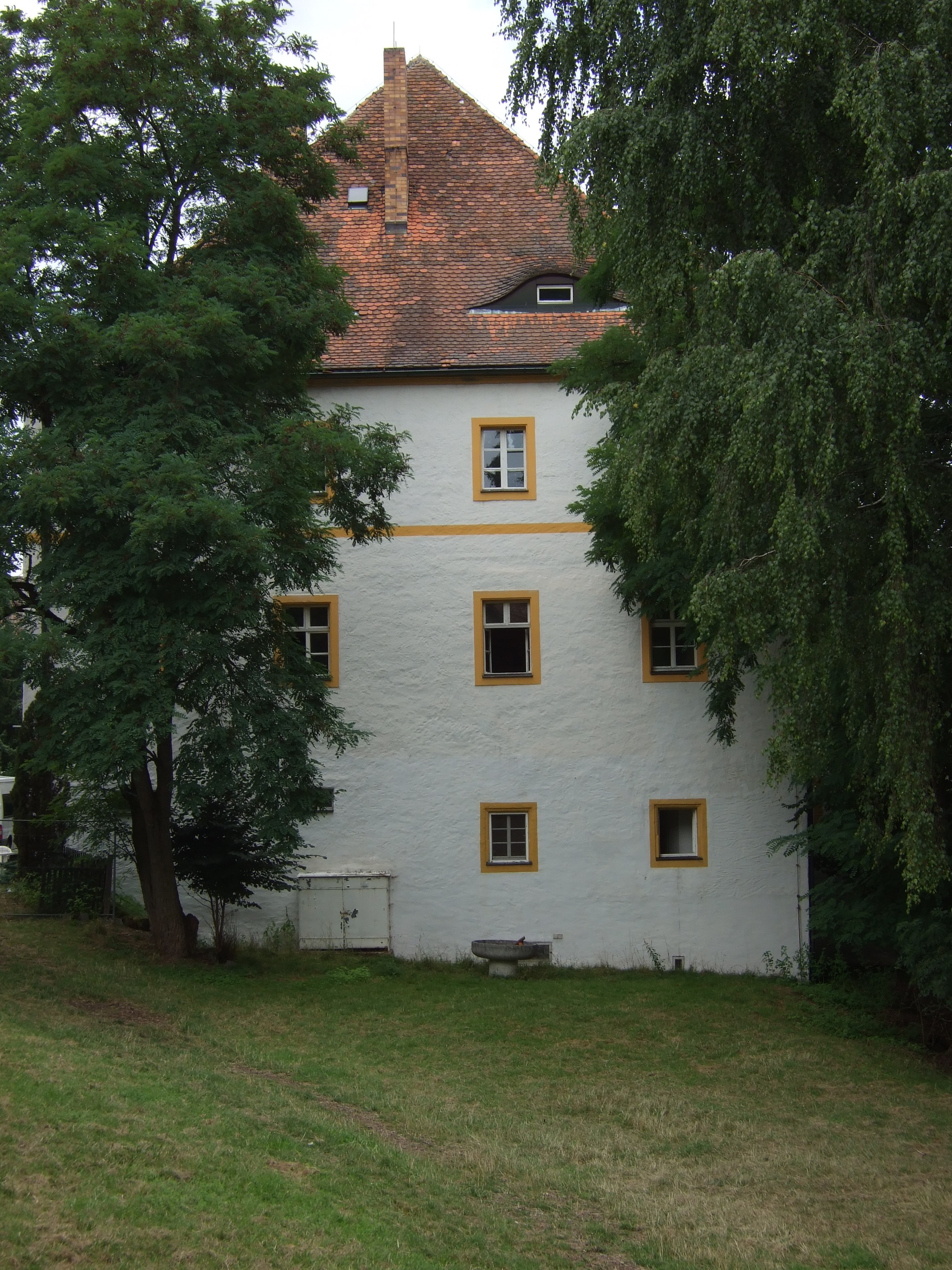
Oberes Schloss
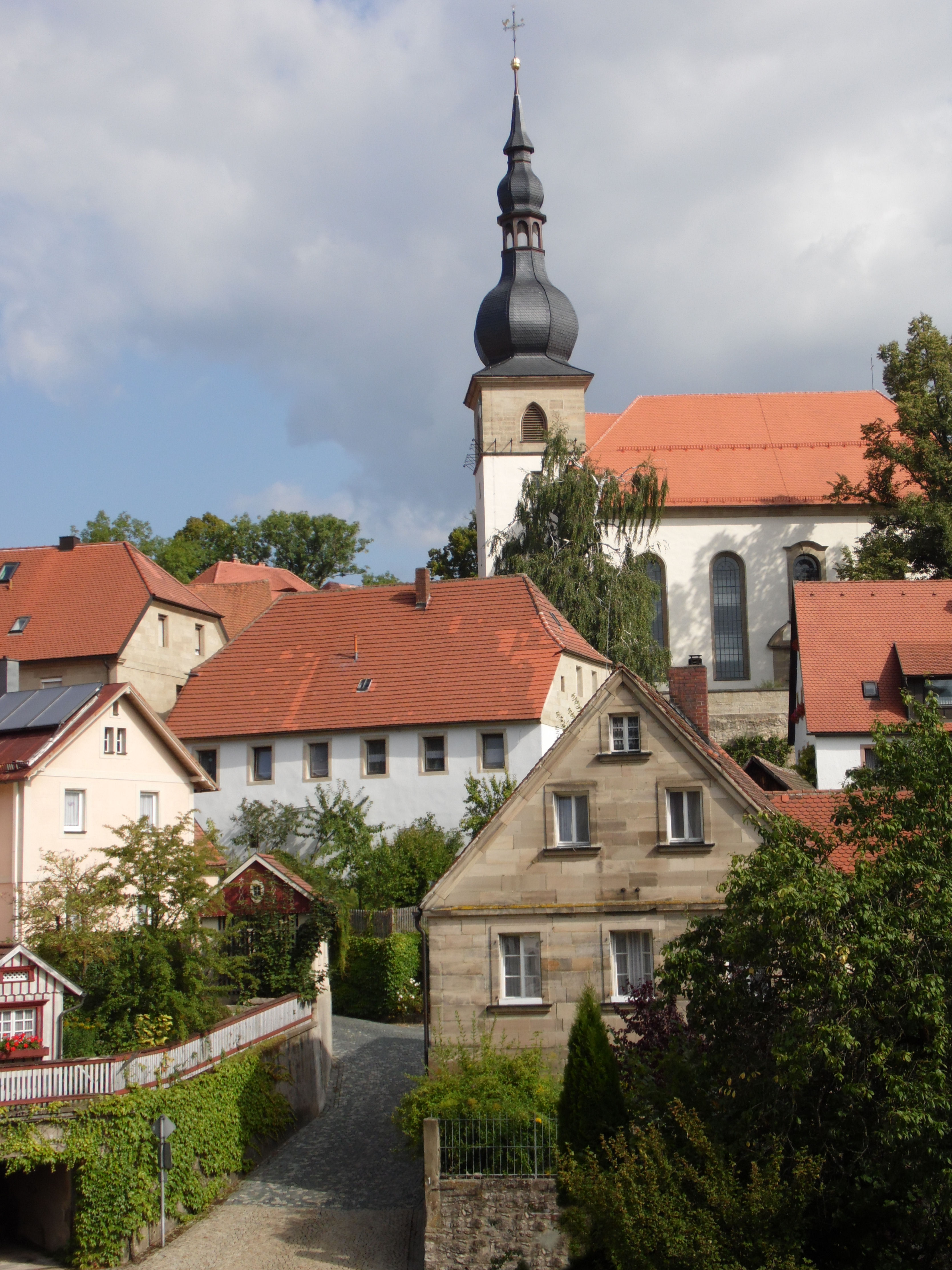
Michaelskirche auf dem Gurtstein (früher eine Burganlage)
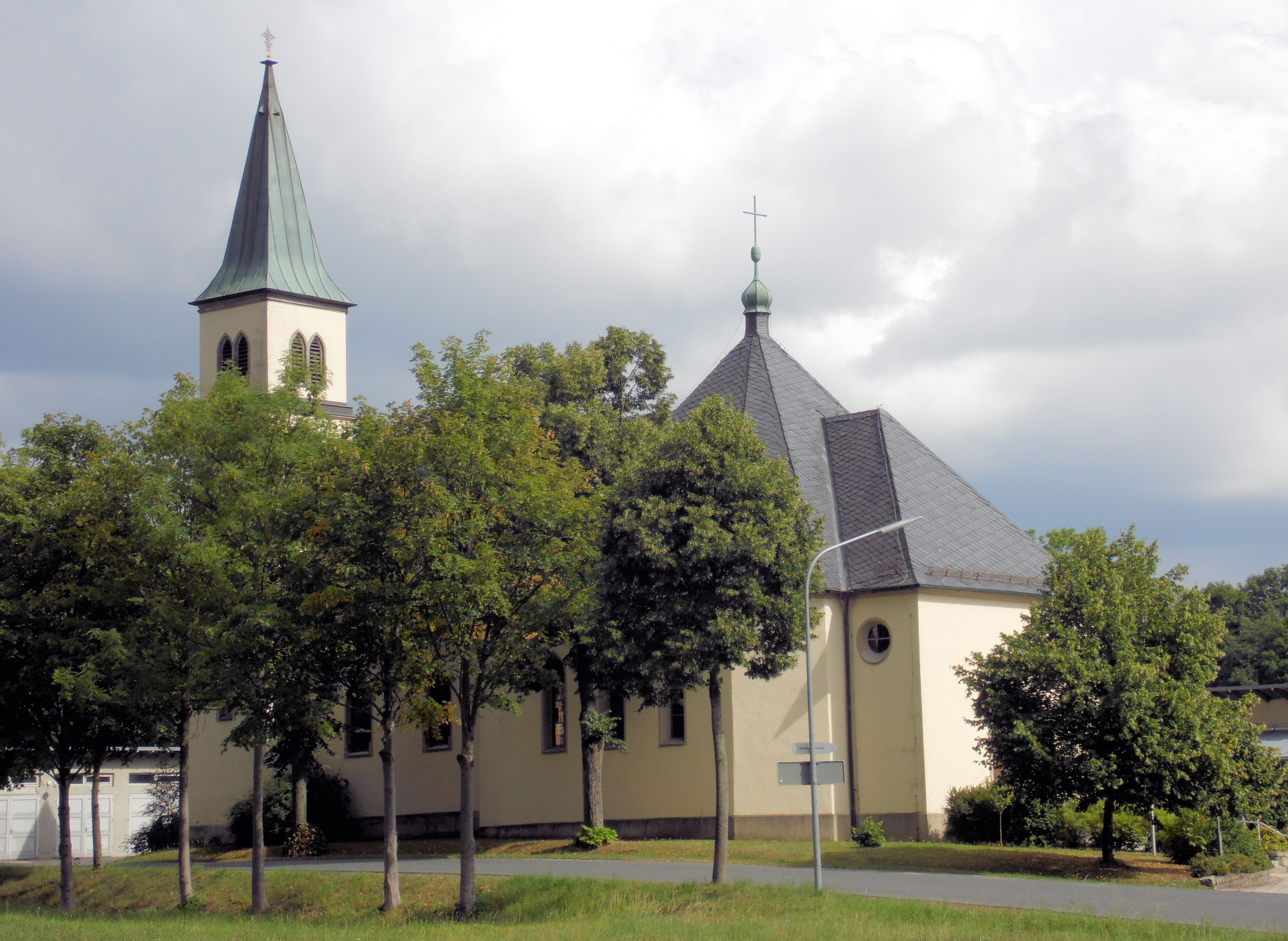
Römisch-katholische Pfarrkirche St. Michael in Rosenhammer
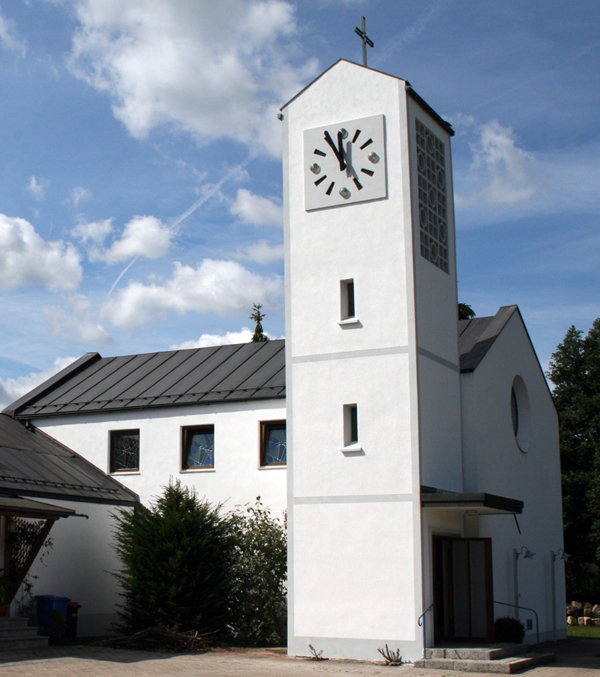
Alt-katholische Pfarrkirche St. Peter und Paul

- Oberes Schloss aus dem 16. Jahrhundert
- Friedhofskirche St. Stephan aus der zweiten Hälfte des 15. Jahrhunderts
- Evangelische Kirche St. Michael am Gurtstein im Markgrafenstil mit markanten Wetzrillen am Brauttor.
- Römisch-katholische Kirche St. Michael in Weidenberg/Rosenhammer
- Alt-katholische Pfarrkirche St. Peter und Paul
- Historischer Obermarkt mit Bauern- und Bürgerhäusern aus Buntsandstein mit Fenster- und Eingangsornamentik in barocken Schmuckformen (hier besonders die Fensterschürzen).
- Weidenberger Felsenkeller: „Das Gedärm von Weidenberg“
- Historische Getreide-, Sägemühlen und Hammerwerke in und um Weidenberg
- Museum Scherzenmühle

### Kulinarische Spezialitäten

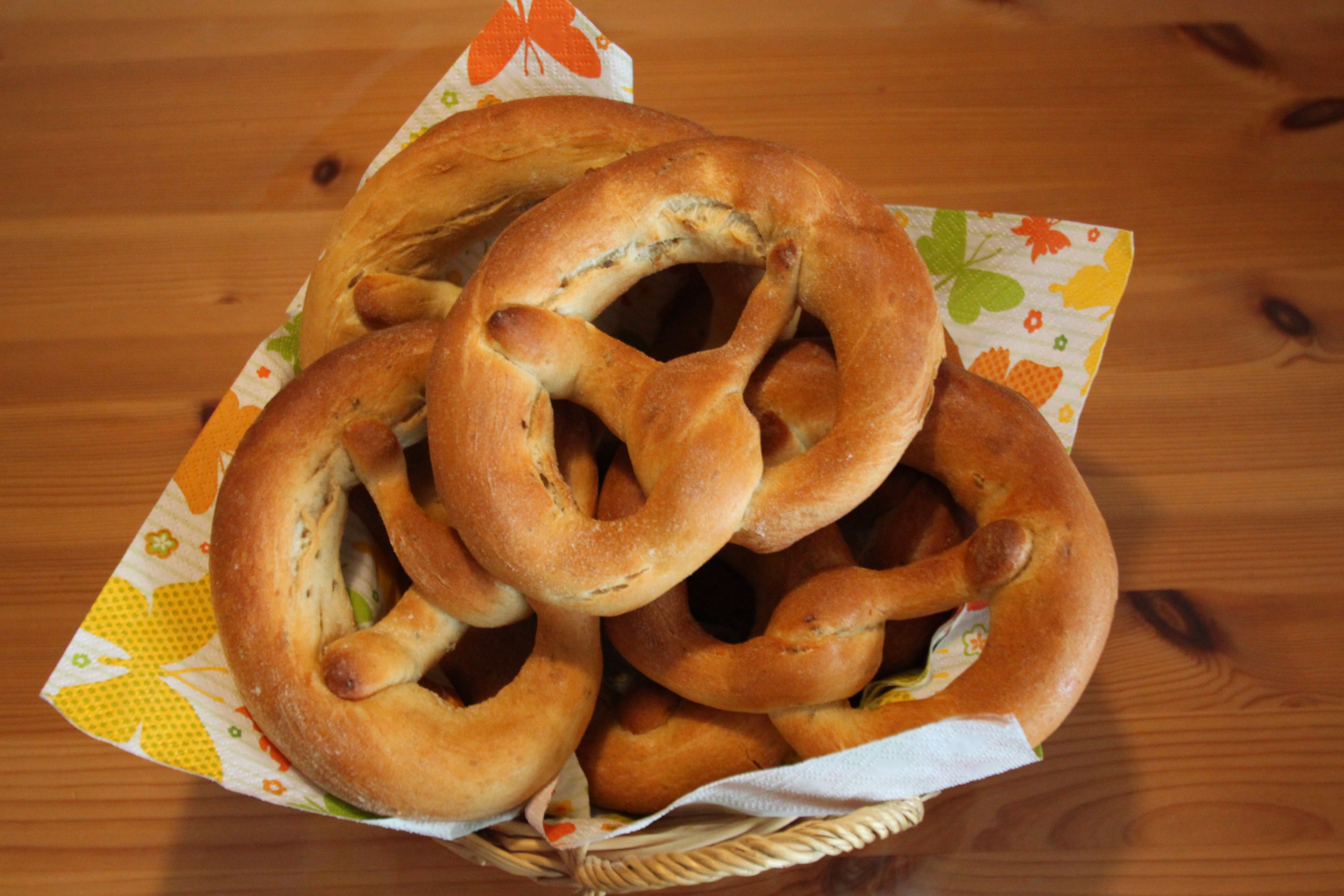
Weidenberger Anisbrezen

Eine Weidenberger Besonderheit sind die Brezen. Während der Brezenwochen in der Faschingszeit stehen Anisbrezen auf jedem Tisch bzw. werden gereicht. In diesen Wochen bieten die Wirtshäuser wochenweise nacheinander Brezen an. Damit verbunden sind besondere Gerichte, wie Heringssalat, Tellersülze, Krenfleisch und verschiedene Braten. Es wird eine aufwändigere Küche als sonst betrieben.
Der Weidenberger Spindling, eine saftige, aromatische gelbe Pflaume gehört zu Bayerns UrEinwohnern 2008, Tier- und Pflanzenarten, die in der bayerischen Landschaft heimisch sind, und ist mit Funden der charakteristischen Kerne seit knapp 2000 Jahren in Bayern belegt. Sie wird vom Landschaftspflegeverband (LPV) Weidenberg und Umgebung zu Marmelade, Schnaps und Likör verarbeitet.

## Infrastruktur

### Bildungseinrichtungen
- Kindergärten, Kindertageseinrichtung, Kinderkrippe
- Montessori-Kindergartengruppe, Montessori-Krippengruppe
- Grundschule
- Mittelschule mit M-Zug, Ganztageszug (derzeit in den Jahrgangsstufen 5, 6, 7 und 8) und Mittagsbetreuung. Die Mittelschule Weidenberg gehört zum Mittelschulverbund mit den Mittelschulen in Bad Berneck, Bindlach und Gefrees.
- Förderschule (Karl-Gebhardt-Schule)

- Für den Sportunterricht stehen eine Schwimmhalle, eine Turnhalle und eine Dreifachturnhalle zur Verfügung.
- Volkshochschule (VHS)
- Landschaftspflegeverband Weidenberg und Umgebung e. V. Im Jahr 2019 erhielt er den Umweltpreis der Bayerischen Landesstiftung für sein Streuobstwiesenprojekt
- Heilpädagogische Tagesstätte (Jean-Paul-Verein Bayreuth e. V.)

### Straßen
Weidenberg liegt an der Staatsstraße 2181 von Bayreuth nach Warmensteinach, die als Umgehungsstraße den Ortskern nicht tangiert. Die Staatsstraße 2177 führt über Immenreuth nach Kemnath. Die Staatsstraße 2463 führt zur Bundesstraße 22 bei Seybothenreuth. Die Kreisstraße BT 6/BTs 6 führt über Lankendorf und Seulbitz nach Bayreuth.

### Bahnverkehr

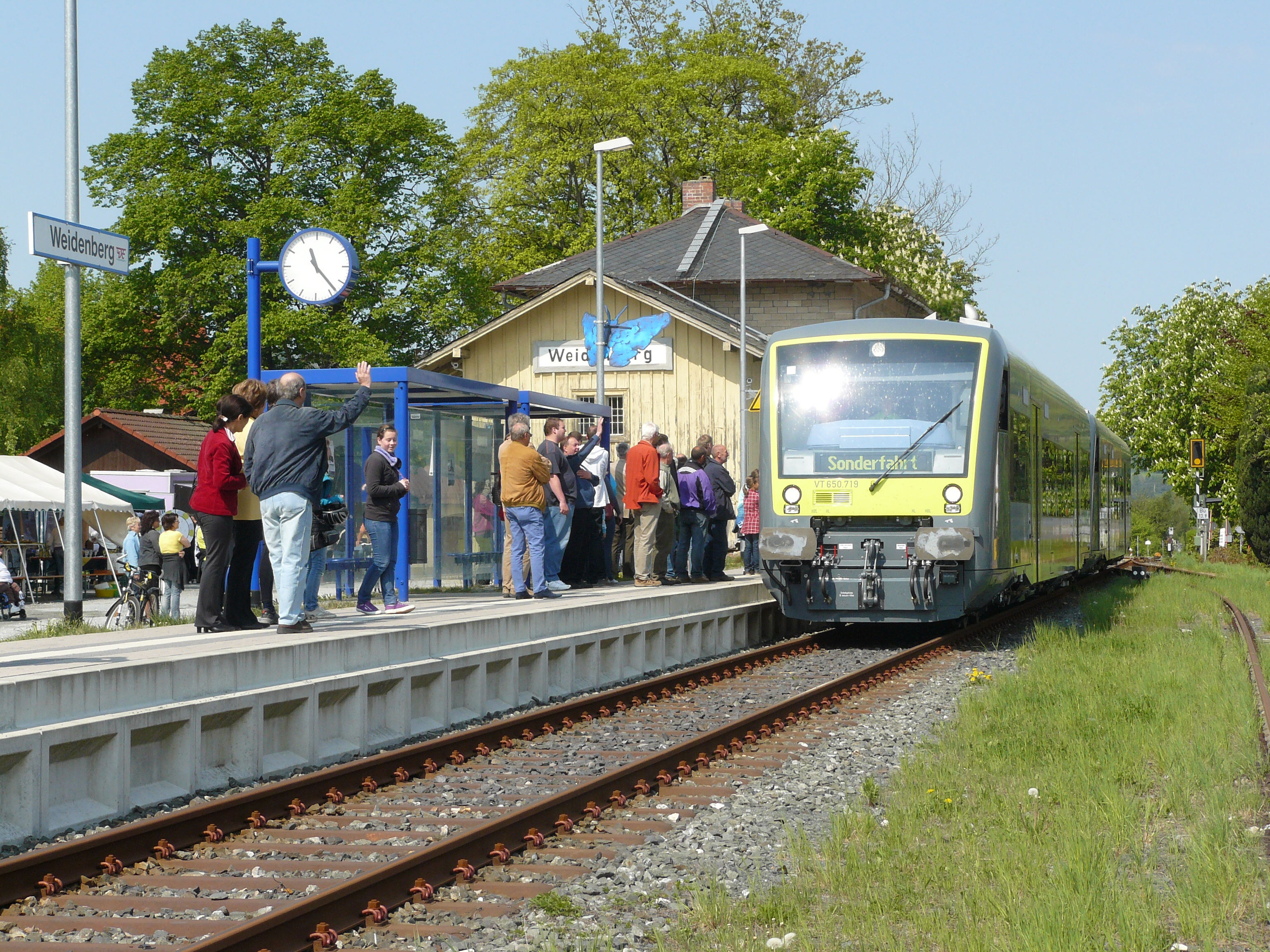
Bahnhof mit Agilis-Nahverkerszug
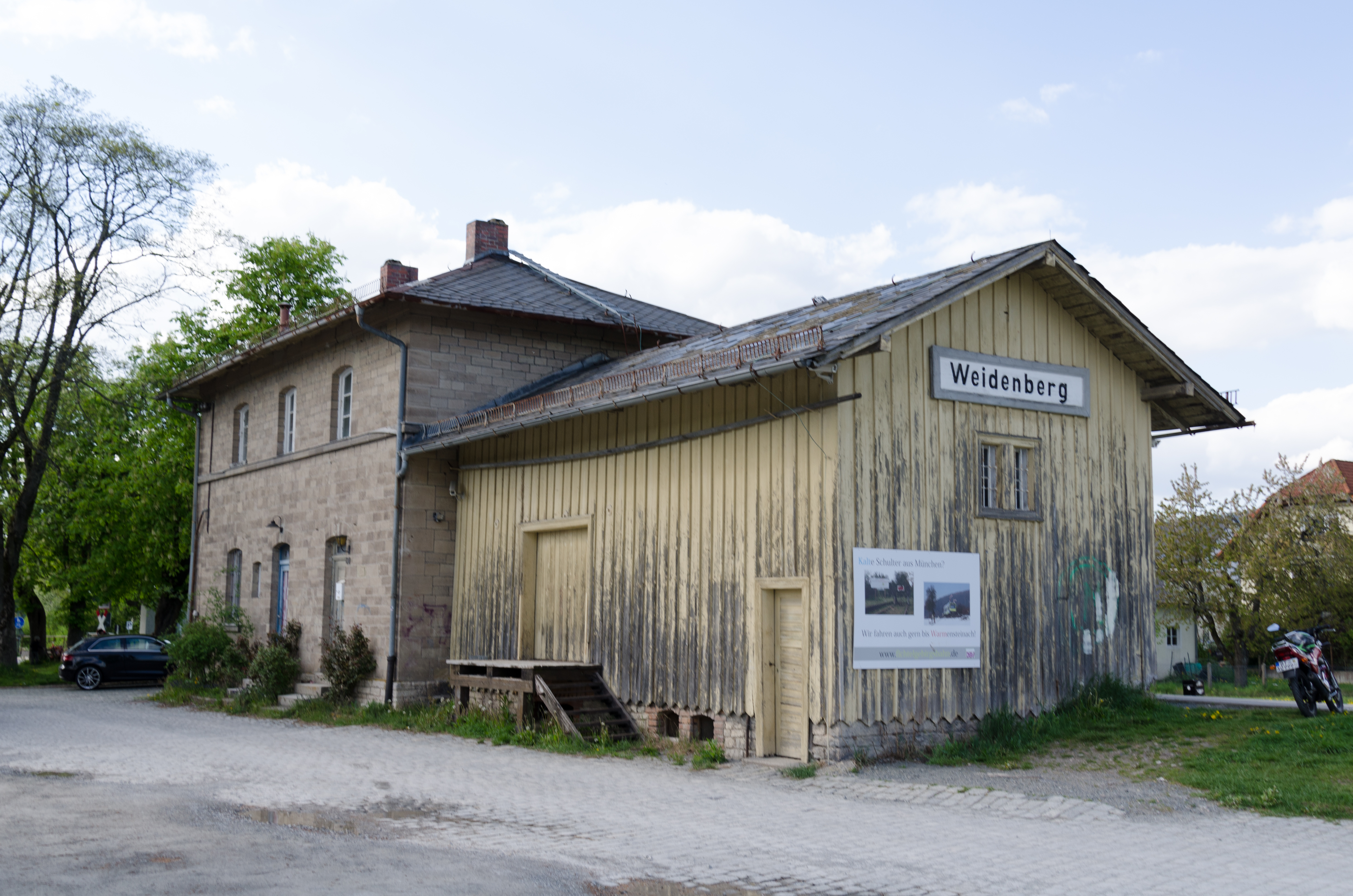
Denkmalgeschütztes Empfangsgebäude mit Güterschuppen

- Der Bahnhof des Hauptorts Weidenberg ist derzeit Endpunkt der Bahnstrecke Bayreuth–Warmensteinach. Sie wird auch als Fichtelgebirgsbahn bezeichnet. Der Endabschnitt Weidenberg–Warmensteinach wurde seit dem 1. Januar 1993 „aus technischen Gründen“ nicht mehr befahren; er ist seit 2016 stillgelegt und zum größten Teil mit einem Radweg überbaut.
- Die Bahnstrecke Weiden–Bayreuth führt durch südlich von Weidenberg liegende Gemeindeteile der Gemeinde: Ein Bahnhof befindet sich im Gemeindeteil Stockau, ein Haltepunkt in Seybothenreuth, das als eigene Gemeinde zur Verwaltungsgemeinschaft Weidenberg gehört.

Die drei Bahnstationen gehören seit 2010 zum Verkehrsverbund Großraum Nürnberg (VGN). Seit 2011 wird der Bahnverkehr von der Eisenbahngesellschaft agilis in einem teilweise verdichteten, zum Teil angenäherten Stundentakt durchgeführt.

### Busverkehr
Der Hauptort Weidenberg wird von einer Buslinie der OVF bedient, es bestehen Verbindungen nach Bayreuth und ins Fichtelgebirge nach Warmensteinach und teilweise nach Fichtelberg.
Die nahe der B 22 gelegenen Ortsteile Neunkirchen, Stockau, Lehen und Glotzdorf werden von einem privaten Busunternehmen ebenfalls von Bayreuth aus angefahren. Daneben besteht ein Anrufsammeltaxi-System zwischen verschiedenen Ortsteilen der Mitgliedsgemeinden der Verwaltungsgemeinschaft Weidenberg und dem Hauptort Weidenberg. Schulbusverkehr zur zentralen Verbandsschule im Hauptort Weidenberg gibt es aus allen Ortsteilen. Seit dem 1. Januar 2010 ist Weidenberg wie der gesamte Landkreis Bayreuth auch im Busverkehr in den Verkehrsverbund Großraum Nürnberg (VGN) integriert.

### Tourismus
Ein gebührenfreier Stellplatz für fünf Wohnmobile befindet sich an der Straße In der Au im Ort Weidenberg.

## Wirtschaft
- Im Untermarkt praktizieren zwei Hausärzte und drei Zahnärzte, es gibt ein Alten- und Pflegeheim, eine Apotheke und einen zentralen Lebensmittelmarkt. Dort gibt es auch eine Reihe von Einzelhandelsgeschäften und Firmen für Landmaschinen und Wassertechnik, für Formen- und Metallbau.
- Im Gewerbe- und Industriegebiet West haben die Firmen BFT und Zapf eine Betriebsstätte.
- Im Gewerbe- und Industriegebiet Ost haben sich zwei Lebensmittelmärkte, Getränkemärkte und Firmen für Elektro, Heizung und Lüftung, Fenster, Polstermöbel, Design und Druck, Schreinerei, Foto, Schuhwaren, Transportunternehmen, Softwareentwicklung und Kunststoff-Spritzgießtechnik sowie Fertigung und Vertrieb von hygienischen Wand und Deckenverkleidungen niedergelassen.
- In den Gemeindeteilen Görschnitz und Rügersberg gibt es Sägewerke mit Holzhandel und in Döhlau eine Getreidemühle.

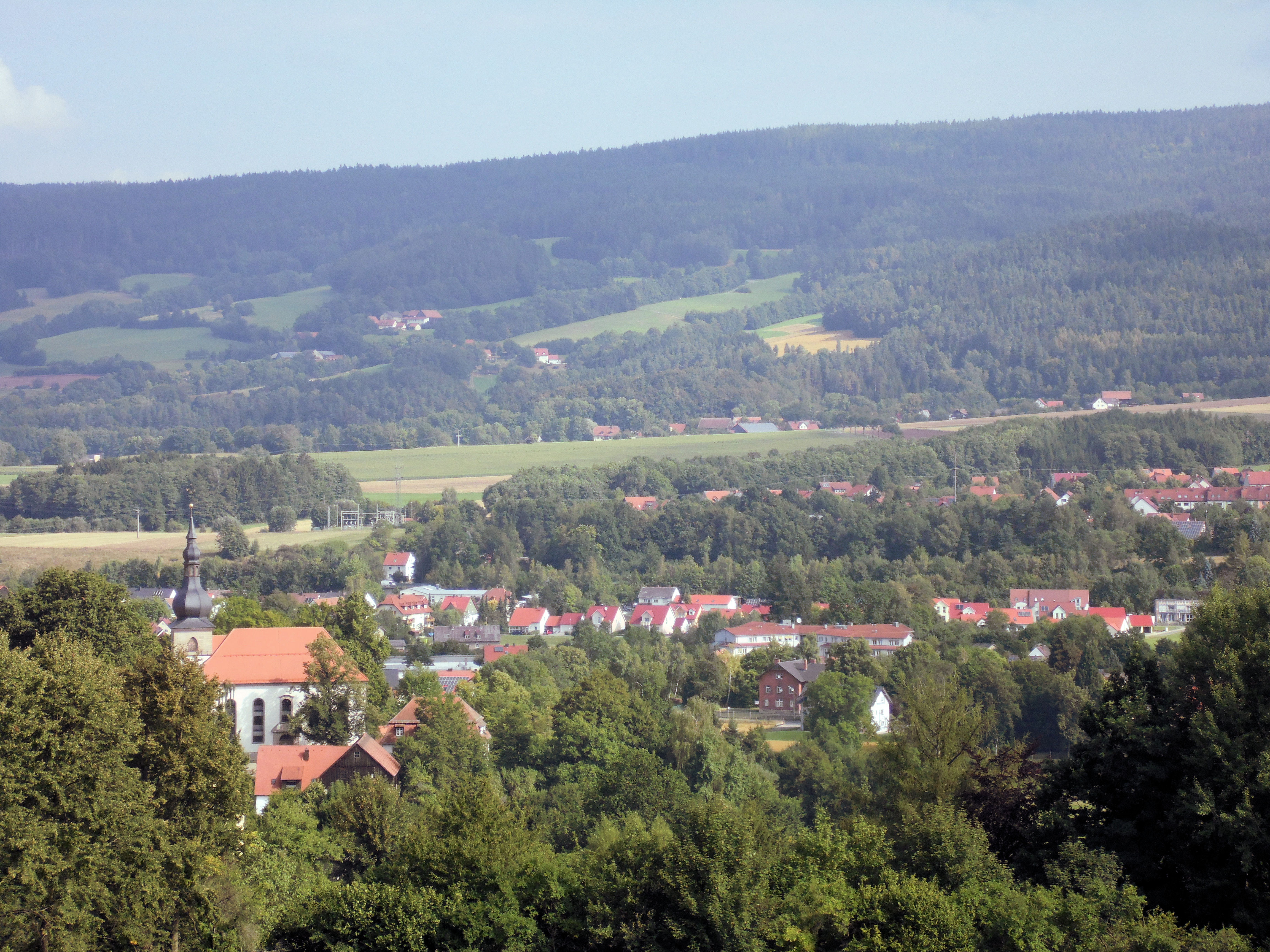
Weidenberg vor der Kulisse der Königsheide
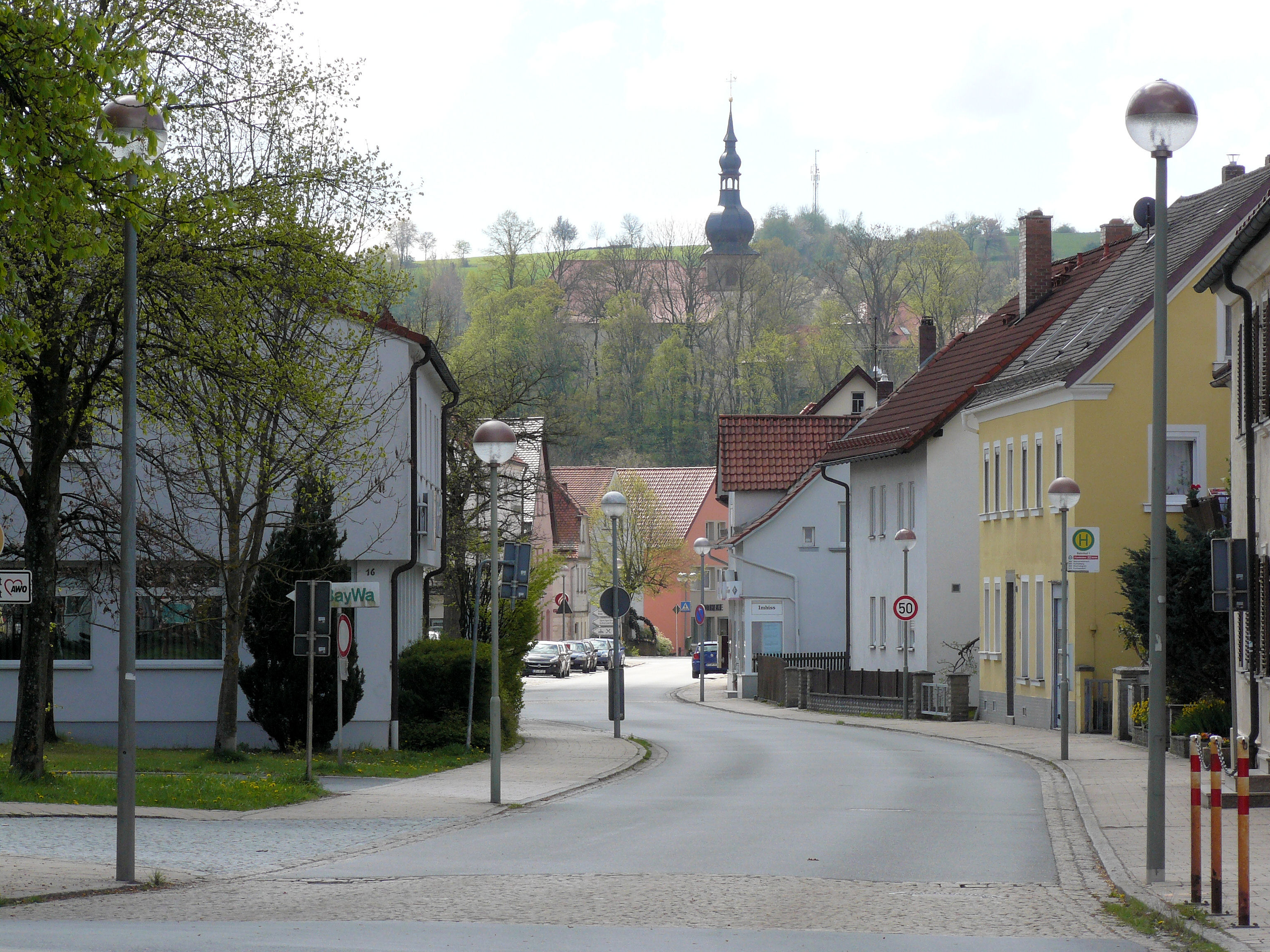
Bahnhofstraße im Untermarkt
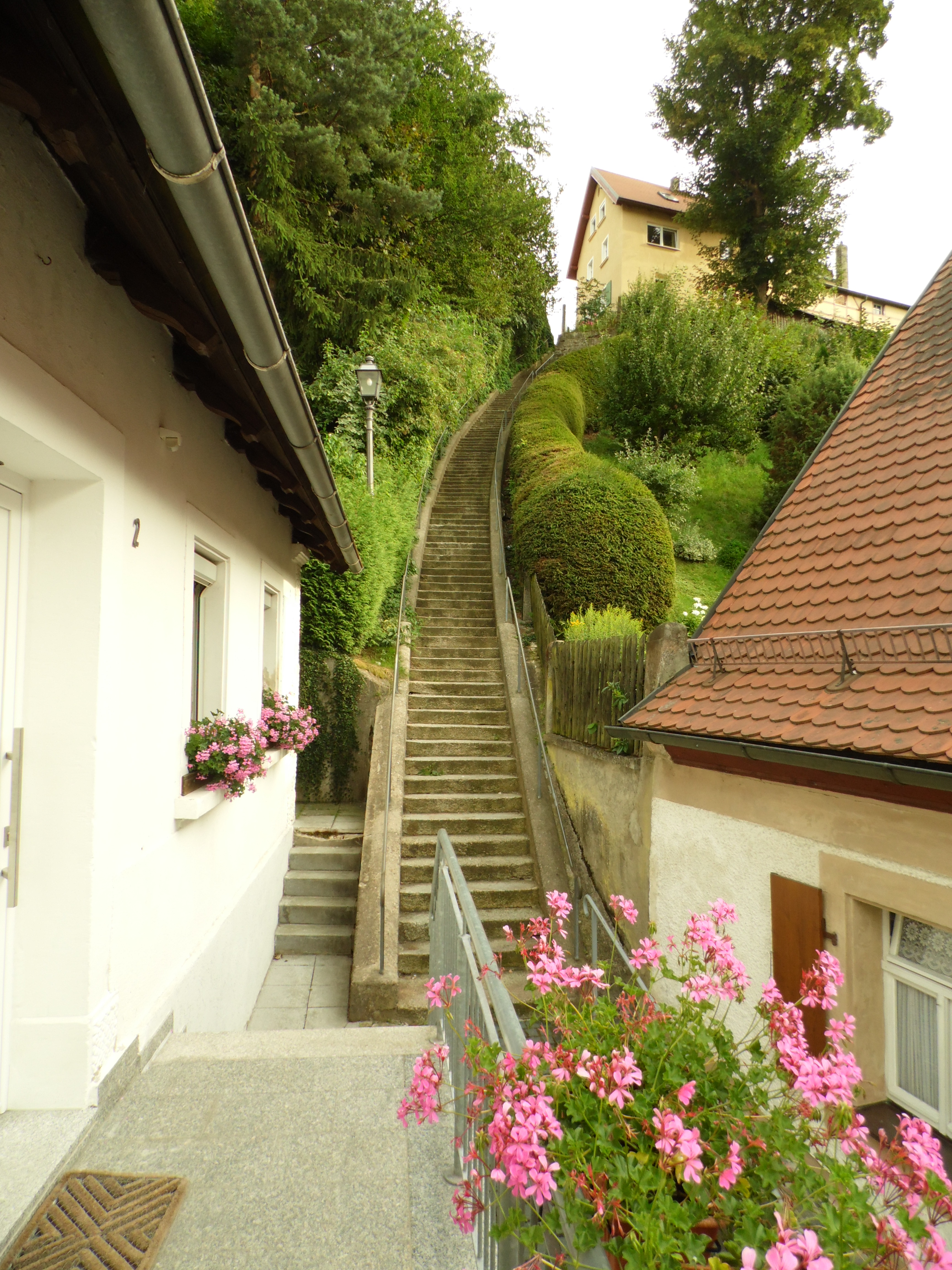
Die „Schied“, Treppe zwischen Ober- und Untermarkt
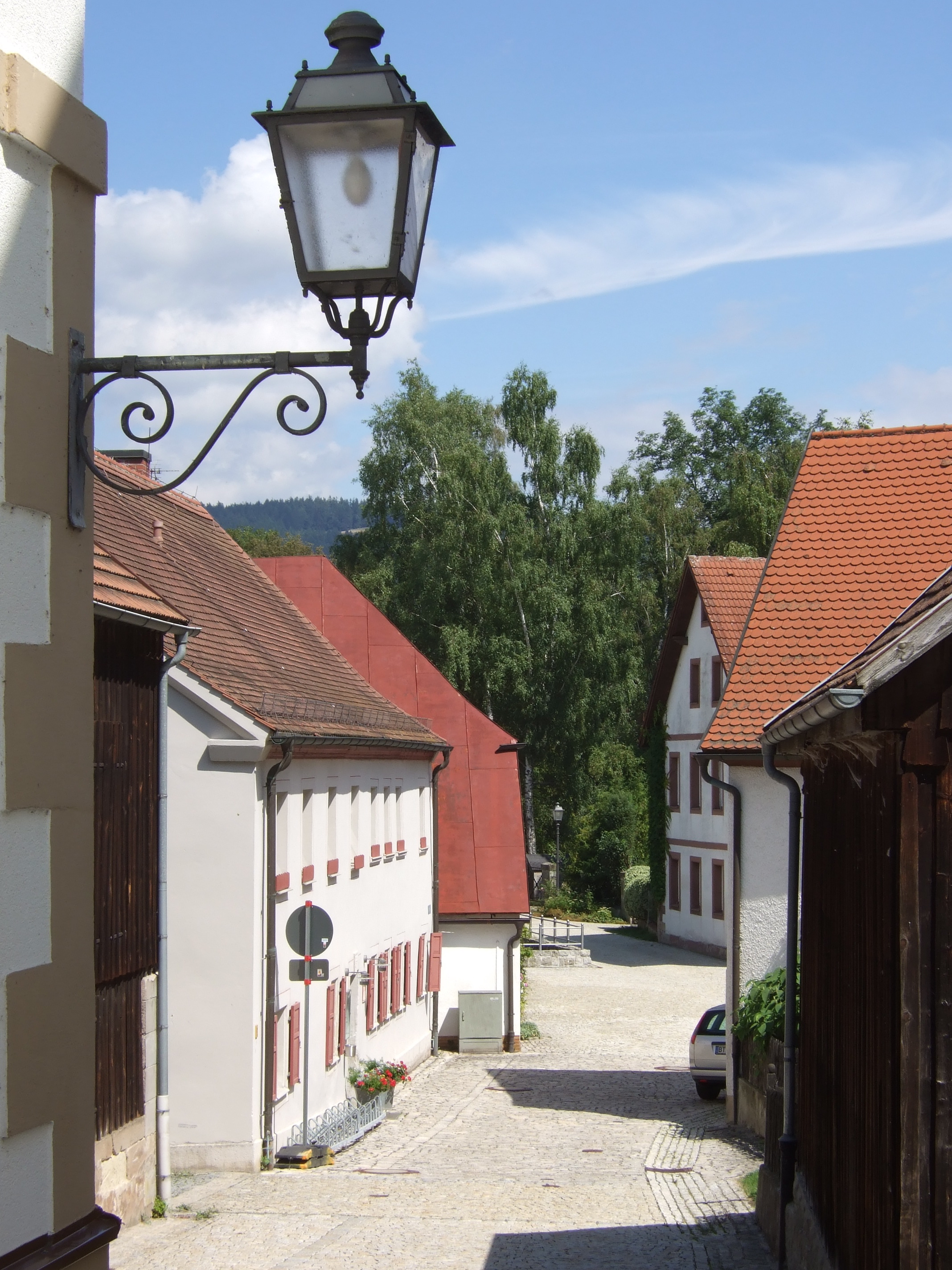
Reitweg zwischen Ober- und Untermarkt
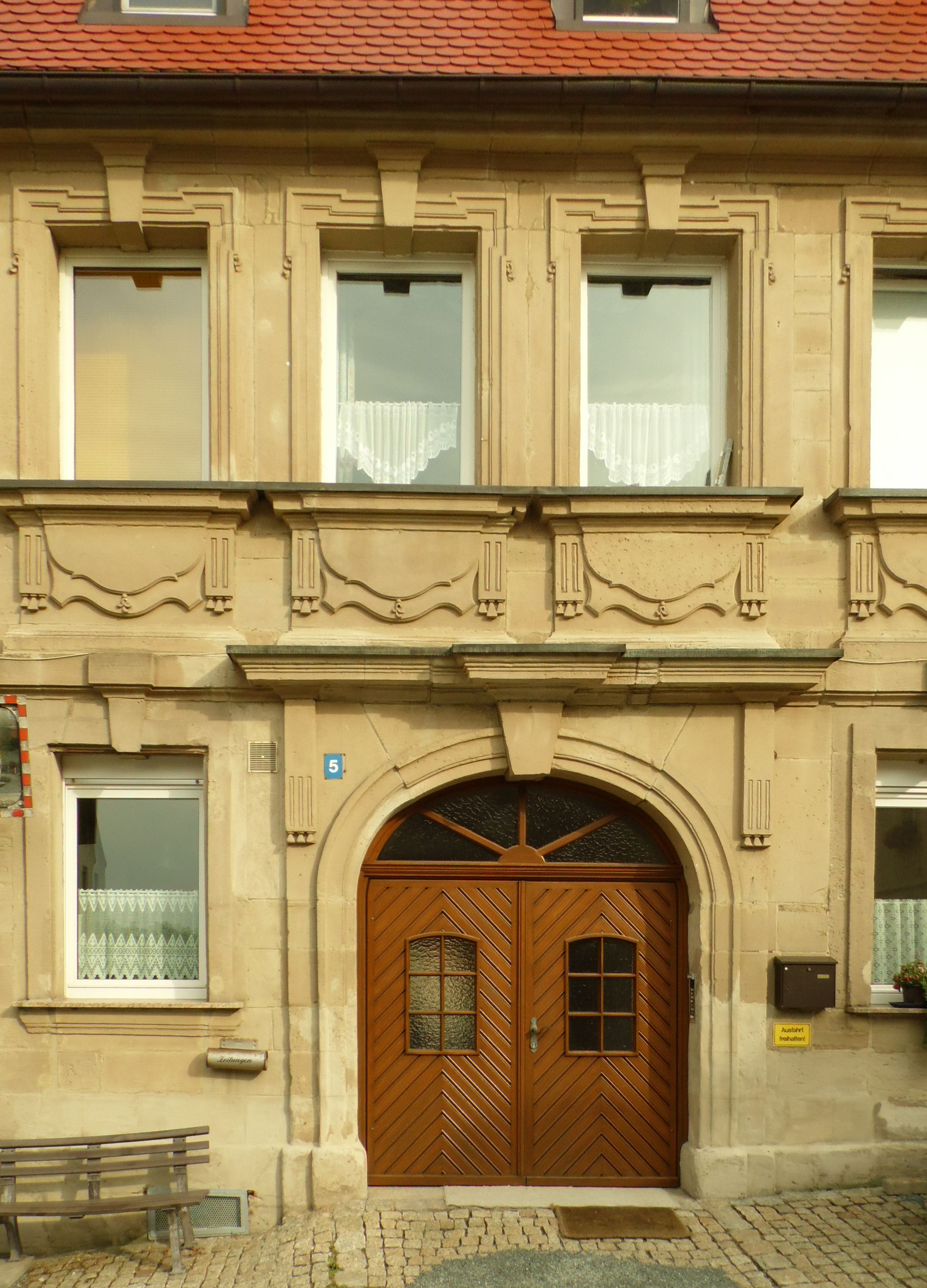
Alte Posthalterei, eine ehemalige Postkutschenstation
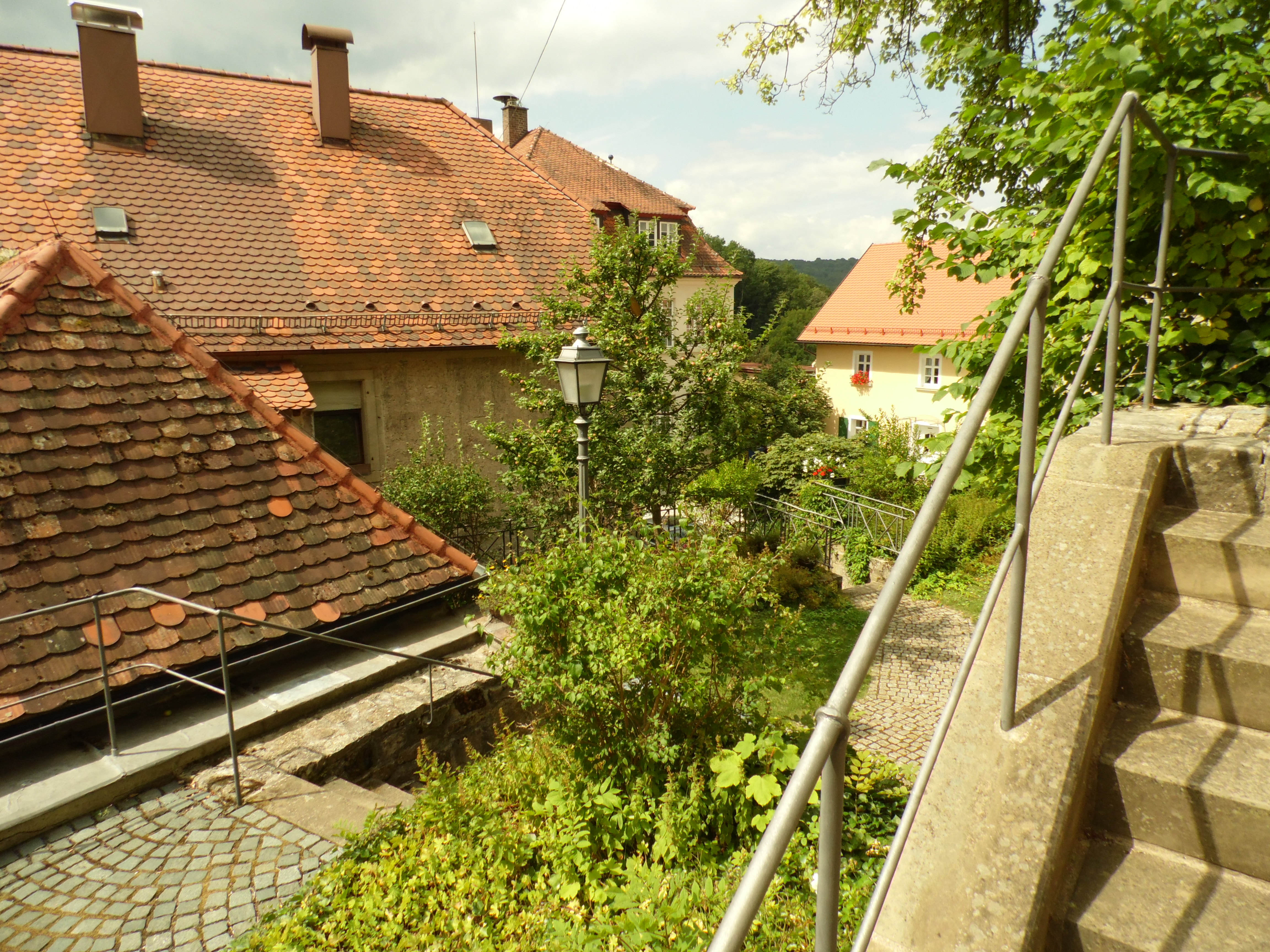
Fußweg zum Gurtstein über die Fleischbänke
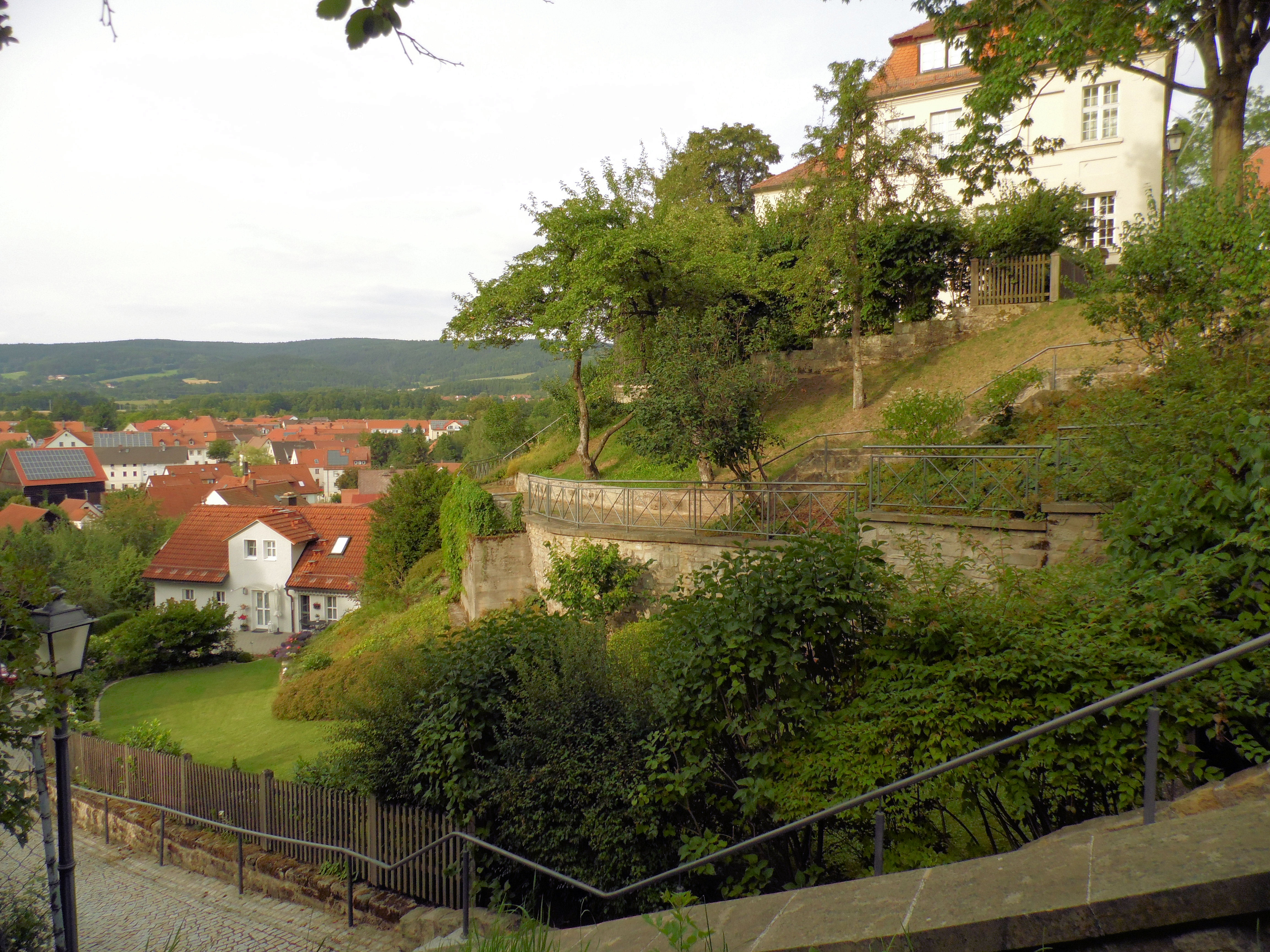
Aussichtsterrassen am Rathaus oberhalb des Reitwegs
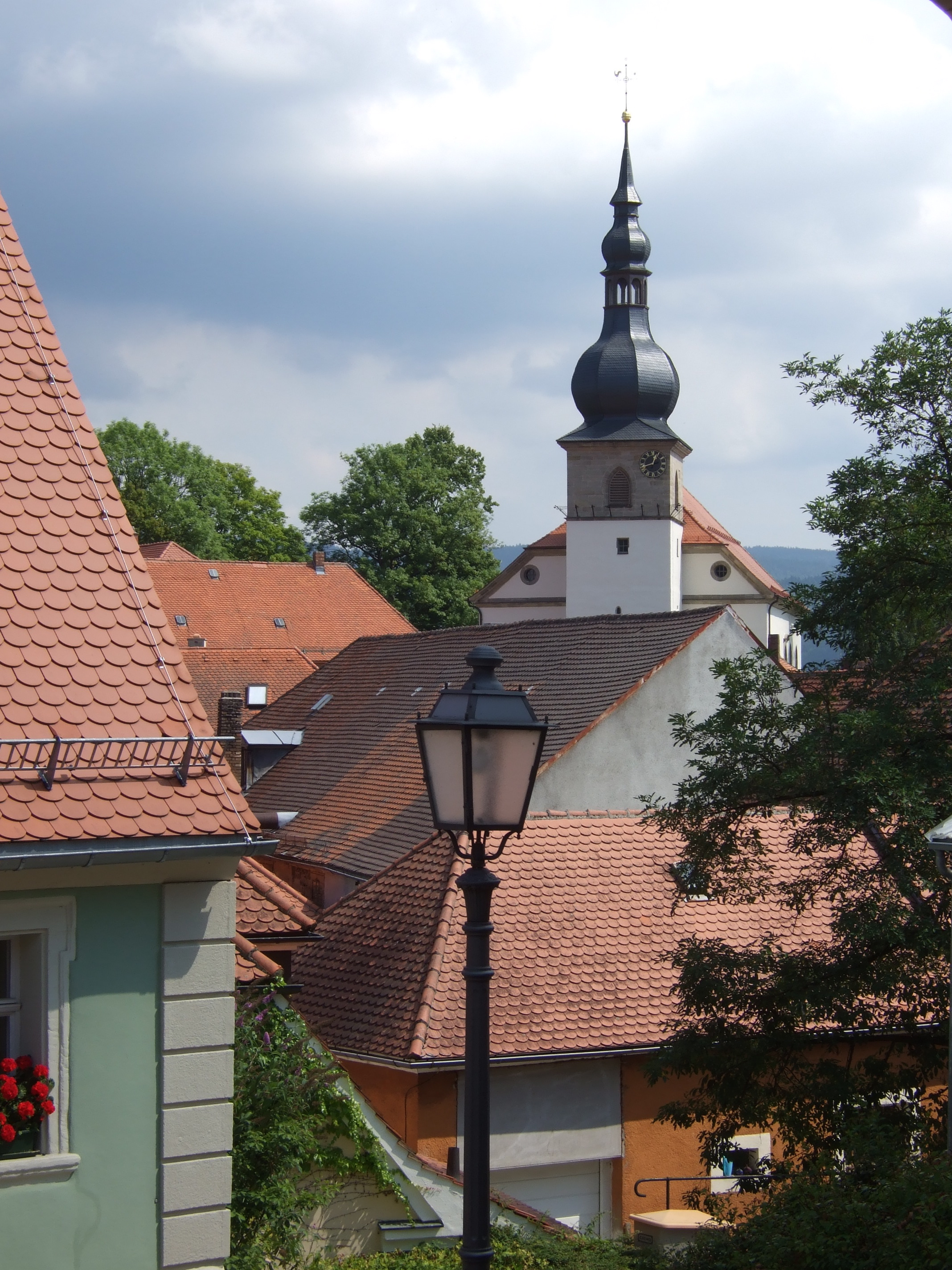
Blick über die Dächer zur Kirche St. Michael

## Persönlichkeiten

### Söhne und Töchter der Gemeinde
- Johann Pfeffer (* 1417(?) in Weidenberg; † 1493 in Freiburg i.Br.), katholischer Priester, Theologe und Rektor der Universität Freiburg. Bevor Martin Luther seine 95 Thesen gegen den Ablass am 31. Oktober 1517 zur Diskussion stellte, hatten sich hohe und gelehrte Geistliche eingehend mit den Fragen des Ablasses befasst. Einer davon war Johannes Pfeffer von Weidenberg.[46]
- Johann Wolfgang Hammann (* 11. Juni 1713 in Weidenberg; † 10. Oktober 1785 in Wallendorf), Fürstlich-Schwarzburgischer Hütteninspektor in Katzhütte, Kirchenpatron, Mitbegründer der Wallendorfer Porzellanmanufaktur[47]
- Heidrun Piwernetz (* 30. August 1962), Präsidentin des Bayerischen Obersten Rechnungshofs, wuchs am Obermarkt auf[12]

### Zugezogene Einwohner
- Christian Dennert (ca. 1897–1944), Fabrikant für Rechenschieber (später Firma ARISTO)